# Loài xâm lấn

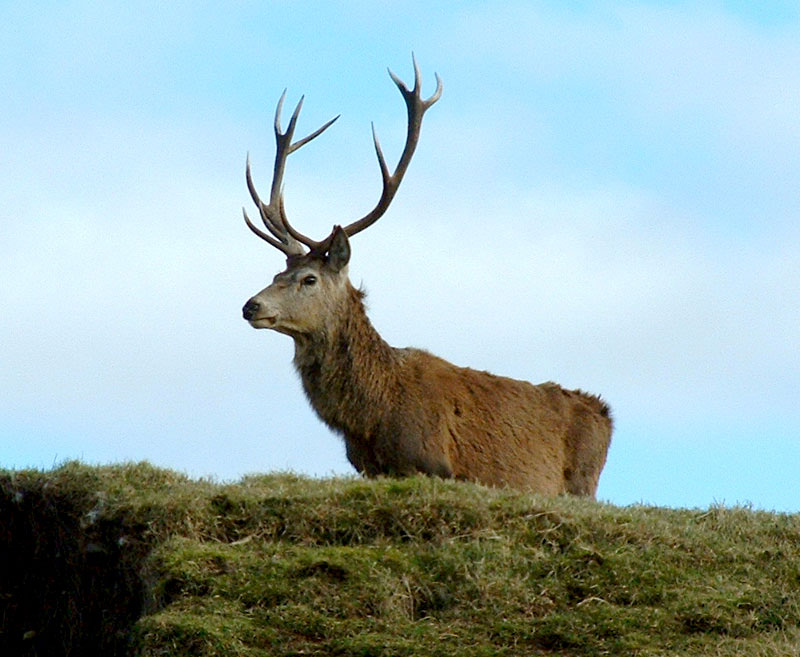
Hươu đỏ là loài được xếp vào danh sách 100 loài xâm lấn tồi tệ nhất, chúng hủy diệt hệ thực vật ở những nơi chúng sinh sống, nơi không có thiên địch kiểm soát số lượng, chúng nặng từ 160 tới 240 kg

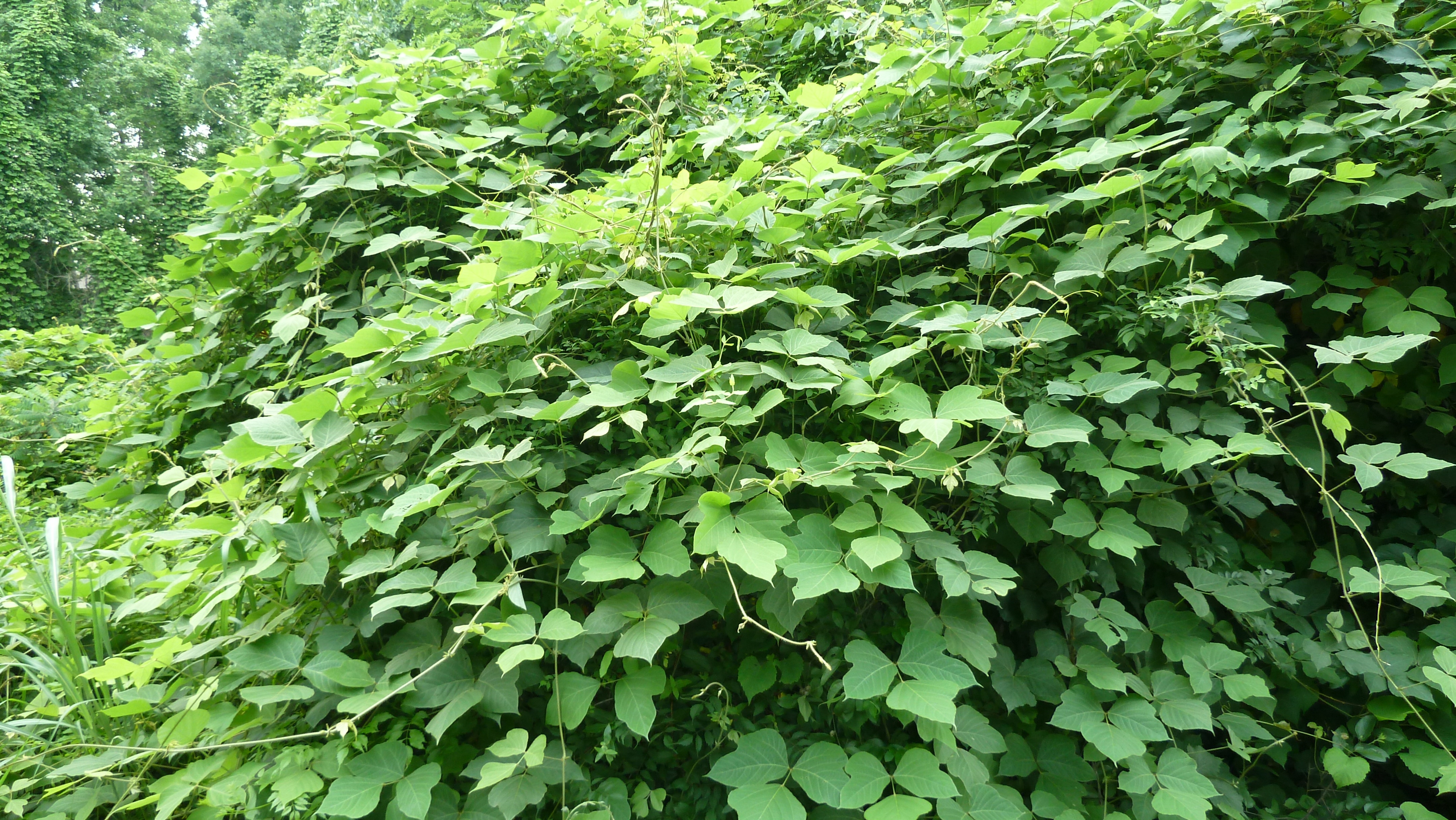
Một thảm thực vật xâm lấn ở Mỹ

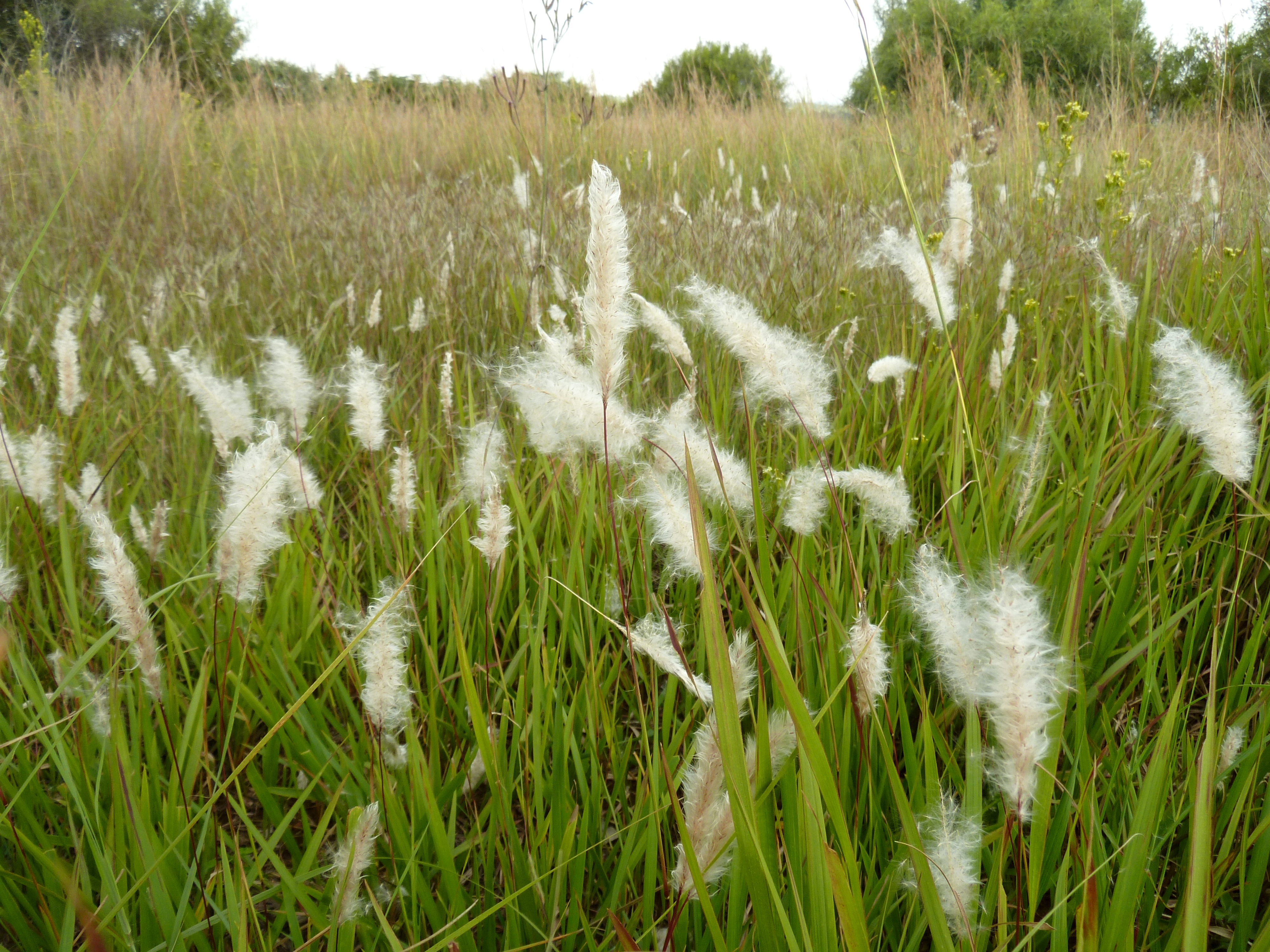
Cỏ tranh

Các loài xâm lấn, còn được gọi là loài ngoại lai xâm hại hoặc chỉ đơn giản là giống nhập ngoại, loài ngoại lai là những loài động vật, thực vật hệ được du nhập từ một nơi khác vào vùng bản địa và nhanh chóng sinh sôi, nảy nở một cách khó kiểm soát, từ đó trở thành một hệ động thực vật thay thế đe dọa nghiêm trọng đến hệ động thực vật bản địa và đe dọa sự đa dạng sinh học. Sự bành trướng của những sinh vật này là mối nguy hại cho sự tồn tại của môi trường hệ sinh thái bản địa. Mất mát đa dạng sinh học đã và đang là mối lo chung của nhân loại. Trong nhiều nguyên nhân gây tổn thất đa dạng sinh học, các loài sinh vật ngoại lai xâm hại được coi là một trong những mối đe doạ nguy hiểm nhất.
Sinh vật ngoại lai xâm hại trước hết là những loài không có nguồn gốc bản địa. Khi được đưa đến một môi trường mới, một loài ngoại lai có thể không thích nghi được với điều kiện sống và do đó không tồn tại được. Tuy nhiên, trong nhiều trường hợp khác, do thiếu vắng các đối thủ cạnh tranh và thiên địch như ở quê nhà cùng với điều kiện sống thuận lợi, các loài này có điều kiện sinh sôi nảy nở rất nhanh và đến một lúc nào đó phá vỡ cân bằng sinh thái bản địa và vượt khỏi tầm kiểm soát của con người. Lúc này nó trở thành loài ngoại lai xâm hại. Nguồn gốc sâu xa của loài xâm lấn chính là các hoạt động một cách có chủ ý hoặc vô ý của con người.

## Tổng quan
Những loài động vật xâm lấn đang lây lan ở nhiều nơi trên thế giới với tốc độ chóng mặt do giao thương giữa các nước ngày càng mở rộng, điều kiện để các loài ngoại lai nhập cảnh càng dễ dàng hơn bằng con đường chính ngạch hoặc buôn lậu. Ban đầu, các loài sinh vật lạ trên thường được nhập với mục đích phát triển kinh tế (tăng thu nhập, xóa đói, giảm nghèo), thú vui, làm cảnh nhưng cũng có thể là hành động có chủ ý. Thích nghi nhanh với môi trường các quốc gia mà chúng xâm nhập, các loài ngoại lai sẽ phát triển mạnh. Điều nguy hiểm là chúng thường không có kẻ thù thông thường so với các loài bản địa, vì thế dễ dàng trở thành kẻ xâm lấn. Tác hại của chúng không thể kiểm soát được và gây ra thiệt hại khi chúng thoát vào môi trường. Không chỉ tác động xấu đến môi trường, sinh vật ngoại lai còn là sát thủ của nhiều loài động thực vật quý hiếm. Các sinh vật ngoại lai là một trong những mối đe dọa lớn nhất đối với động thực vật bản địa.
Các loài ngoại lai xâm hại lấn chiếm nơi sinh sống hoặc gây hại đối với các loài sinh vật bản địa, làm mất cân bằng sinh thái tại nơi chúng xuất hiện và phát triển. Chúng có thể gây hại đến các loài bản địa thông qua cạnh tranh nguồn thức ăn chẳng hạn như đối với động vật hay ngăn cản khả năng gieo giống, tái sinh tự nhiên của các loài bản địa đối với thực vật do khả năng phát triển nhanh, mật độ dày đặc. Chúng có khả năng cạnh tranh tiêu diệt dần loài bản địa, làm suy thoái hoặc thay đổi, tiến tới tiêu diệt luôn cả loài bản địa. Tác động mà các loài sinh vật xâm hại gây ra đối với môi trường sống rất đa dạng nhưng có thể gộp chung thành 4 nhóm là:
- Chúng cạnh tranh với các loài bản địa về thức ăn, nơi sinh sống, đẩy các loài bản địa vào con đường diệt vong.
- Ăn thịt các loài khác đặc biệt là các loài bản địa chưa bao giờ được tiếp xúc với chúng nên không hề biết chiến lược săn mồi của chúng.
- Phá huỷ hoặc làm thoái hoá môi trường sống bản địa, phá hoại mùa màng.
- Truyền bệnh và ký sinh trùng cho các loài bản địa cũng như cư dân địa phương.

Những loài ngoại lai xâm lấn hiện là mối đe dọa thứ hai đối với đa dạng sinh học Trái đất, sau nguyên nhân nơi sinh sống bị hủy hoại. Chúng tác động tiêu cực đến hệ động thực vật bản địa, gây hại môi trường và làm thiệt hại kinh tế địa phương. Số liệu năm 2009 của Cơ quan Môi trường châu Âu cho biết chi phí cho những thiệt hại và kiểm soát những loài ngoại lai ở Mỹ dự đoán lên đến 80 tỉ euro/ năm, ở châu Âu là hơn 10 tỉ euro/năm. Một số loài bản địa trở nên khan hiếm do khả năng cạnh tranh thức ăn và nơi ở kém hơn các loài nhập nội, một số loài bản địa, chẳng hạn cá trê đã có biểu hiện bị lai tạp. Một vài loài sinh vật lạ xâm hại đã sinh sôi trên diện rộng, đến mức không thể tiêu diệt chúng triệt để, mà chỉ có thể kiểm soát và hạn chế phần nào. Sự xâm nhập của các sinh vật lạ, nhất là những loài mới xâm nhập còn ở mức độ chưa lớn, nhưng đang tiềm ẩn nguy cơ phát triển gây ảnh hưởng trực tiếp cho sản xuất nông nghiệp.
Các tác động mà loại sinh vật này gây ra rất phức tạp. Ví dụ như trường hợp của cá rô sông Nile (Lates niloticus). Sau khi được du nhập vào hồ Victoria (Châu Phi) năm 1954 nhằm phục hồi sản lượng cá đang suy giảm trong hồ do đánh bắt quá mức, loài cá này đã gây ra sự tuyệt chủng cho hơn 200 loài cá bản địa khác trong hồ do cạnh tranh và ăn thịt các loài cá đó. Do thịt của cá vược sông Nile có nhiều mỡ hơn các loại cá bản địa, cư dân ở hồ đã phải chặt nhiều củi hơn để sấy cá dẫn đến hiện tượng phá rừng nghiêm trọng. Đến lượt mình, việc này gây ra sự xói mòn và rửa trôi đất trong vùng lưu vực làm tăng hàm lượng chất dinh dưỡng trong hồ tạo điều kiện cho sự phát triển của tảo và bèo Nhật Bản (Eichhornia crassipes). Sự bùng nổ của các loài thực vật này làm giảm lượng oxy trong hồ và làm chết nhiều cá hơn. Ngoài ra việc khai thác mang tính thương mại loài cá này đã làm làm cư dân ở đây mất đi nghề đánh bắt và chế biến cá truyền thống của mình. Lợi nhuận thu được từ cá vược sông Nile chỉ rơi vào túi một số người trong khi đó cư dân và môi trường ở đây hầu như không những không có lợi mà còn nghèo đói hơn.
Các loài ngoại lai xâm hại góp phần làm xuất hiện các bệnh dịch mới hoặc tái xuất hiện các bệnh dịch cũ ảnh hưởng đến sức khoẻ của con người. Sốt rét là một bệnh dịch nguy hiểm được truyền qua véc tơ truyền bệnh là muỗi Anophele. Năm 1930, loài muỗi Anopheles gambiae được du nhập một cách vô tình vào vùng tây bắc Brasil theo các đoàn tàu biển đến từ Châu Phi. Chưa đến một năm sau, trong một diện tích khoảng 6 dặm vuông với số dân khoảng 12.000 người đã xuất hiện 10.000 ca nhiễm bệnh sốt rét. Vào cuối những thập niên 30, người ta đã phải tốn hàng triệu USD và hàng nghìn nhân công để tiêu diệt muỗi Anopheles gambiae tại vùng này.
Hiện nay, thế giới đã công bố danh sách 100 loài xâm hại mạnh nhất thế giới trong Global Invasive Species Database do nhóm chuyên gia về các loài xâm thực của IUCN đưa ra.

## Tình hình chung
Úc là lục địa bị ảnh hưởng nặng nhất bởi những loài xâm lấn. 90 loài thực vật xâm lấn có khả năng đang được bán tại nhiều nơi ở Úc, trong khi 210 loài cá cảnh ngoại lai có thể được nhập lậu. Kinh doanh cá cảnh ở Úc có doanh số 350 triệu USD/năm. Nhiều loài cá mới đã thoát ra và xâm nhập hệ thống sông ngòi, làm suy giảm nghiêm trọng lượng cá bản địa và quần thể các loài lưỡng cư, cũng như cạnh tranh nguồn thức ăn và tàn sát những loài cá bản địa để sinh tồn. Úc đang gặp trong cuộc chiến chống các loài xâm lấn mặc dù nước này đưa ra nhiều luật lệ gắt gao hạn chế nhập khẩu các loài cá cảnh, nhưng Chính phủ Úc vẫn không thể kiểm soát được ngành kinh doanh này. Trong số 34 loài cá ngoại lai đang hoành hành ở những vùng biển Úc có 22 loài được cho là đã xâm nhập thông qua kinh doanh cá cảnh. Chúng đang đe dọa nghiêm trọng hệ sinh thái biển của châu lục này, trong đó có các rạn san hô.

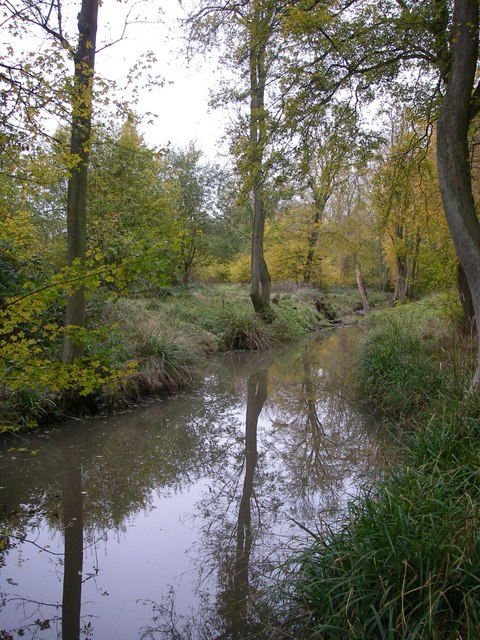
Một thảm thực vật xâm lấn ở Mỹ

Tại Anh, các loài xâm lấn làm tiêu tốn 2 tỉ bảng/năm, hệ sinh thái bản địa không thể tái sinh một khi đã bị các loài này xâm lược. Chỉ riêng với việc diệt chuột ở đảo Gough, có một đề xuất thuê trực thăng thả xuống hàng nghìn tấn bả chuột. Dự kiến chuyện này ít nhất 2,6 triệu bảng. Ireland là nước duy nhất trên thế giới tiếp tục đưa giống chồn nhỏ vào thiên nhiên, 2/3 của nghề nuôi chồn trên thế giới và 70% nuôi cáo tập trung ở các nước khác thuộc Liên minh châu Âu (EU). Nguy cơ thảm họa tự nhiên là 6.000 trang trại nuôi chồn ở EU đang là mục tiêu của những nhà hoạt động bảo vệ động vật.
Việt Nam có 94 loài sinh vật ngoại lai xâm hại, du nhập qua ba con đường tự nhiên, không chủ đích và có chủ đích. Trong 50 năm qua Việt Nam đã nhập 41 loài động vật thủy sinh lạ. Việt Nam đã cấm nuôi ba loài là chuột hải ly, ốc bươu vàng, cá hổ. Có tới bảy loài cần phải được theo dõi nghiêm ngặt do tác hại đối với cân bằng sinh thái. Quốc gia này hiện có sáu trong số 14 loài động vật có mối đe dọa lớn như lợn rừng, chuột rừng, chuột nhắt, cáo, khỉ đuôi dài, cầy móc cua. Hầu hết thủy sinh lạ là cá, ngoài ra, có bốn loài thuộc động vật không xương sống, một loài lưỡng cư, một loài bò sát và một loài thú. Một số loài thủy sinh lạ sau khi vào Việt Nam có giá trị kinh tế cao, điển hình là cá rô phi, cá chép, cá tỳ bà, cá chim trắng.
Các loài động vật thủy sinh lạ nhập nội vào Việt Nam đáng quan tâm nhất là tôm Chân trắng, ốc Bươu vàng, cá Mrigan, cá trắm cỏ, cá mè trắng Trung Quốc, cá rôhu, cá trê phi, cá chim trắng nước ngọt bụng đỏ, cá rô phi đen, cá rô phi vằn, tôm hùm đất... 13 loài nhập nội để nuôi còn lại về các tác động (phá hoại nơi cư trú, phá hủy chuỗi thức ăn, cạnh tranh nơi cư trú, suy thoái di truyền do tạp giao và mang theo ký sinh trùng, mầm bệnh mới) 7 loài động vật thủy sinh lạ cần kiểm soát gắt gao là ốc bươu vàng, cá tỳ bà, cá nheo Âu, cá hổ, rùa tai đỏ, cá sấu Cuba, chuột hải ly. Việt Nam đã cấm nuôi 3 loài là chuột hải ly, ốc bươu vàng, cá hổ (Pygocentrus nattereri).
Khu vực Khu Bảo tồn thiên nhiên văn hóa Đồng Nai (được UNESCO công nhận là Khu dự trữ sinh quyển thế giới) hiện có nhiều loài sinh vật ngoại lai du nhập và có dấu hiệu xâm lấn, gây ảnh hưởng đến nhiều loài động, thực vật bản địa và môi trường có nguy cơ bị phá vỡ. Có 12 loài ngoại lai xâm hại gây ảnh hưởng đến đa dạng sinh học của Khu bảo tồn trong đó có năm loài thực vật gồm cây mai dương (Mimosa pigra), cây trinh nữ móc (Mimosa diplotricha), cỏ lào (Chromolaena odorata), bèo tây (Eichhornia crassipes) và cây bông ổi (Lantana camara). Có năm loài cá được xác định là những loài ngoại lai du nhập vào các hồ, đập của Khu bảo tồn gồm cá lau kiếng (Hypostomus punctatus), cá hoàng đế (Cichea ocllaris), cá chim trắng (Colosoma brachypomum), cá trê phi (Clarias gariepinus) và cá rô phi đen (Oreochromis mossambicus). Ngoài ra, các nhà khoa học cũng phát hiện một loài bò sát là rùa tai đỏ (Trachemys scripta elegans) và một loài động vật không xương là ốc bươu vàng (Pomacea canaliculata).
Sau đây là một số loài xâm lấm và gây hại dữ dội ở nhiều nơi trên thế giới. Danh sách giới thiệu gồm tên thường gọi bằng tiếng Việt của loài, danh pháp khoa học (trong ngoặc), giới thiệu về quá trình xâm lấn, tác hại của chúng.

## Thực vật

### Cây mai dương

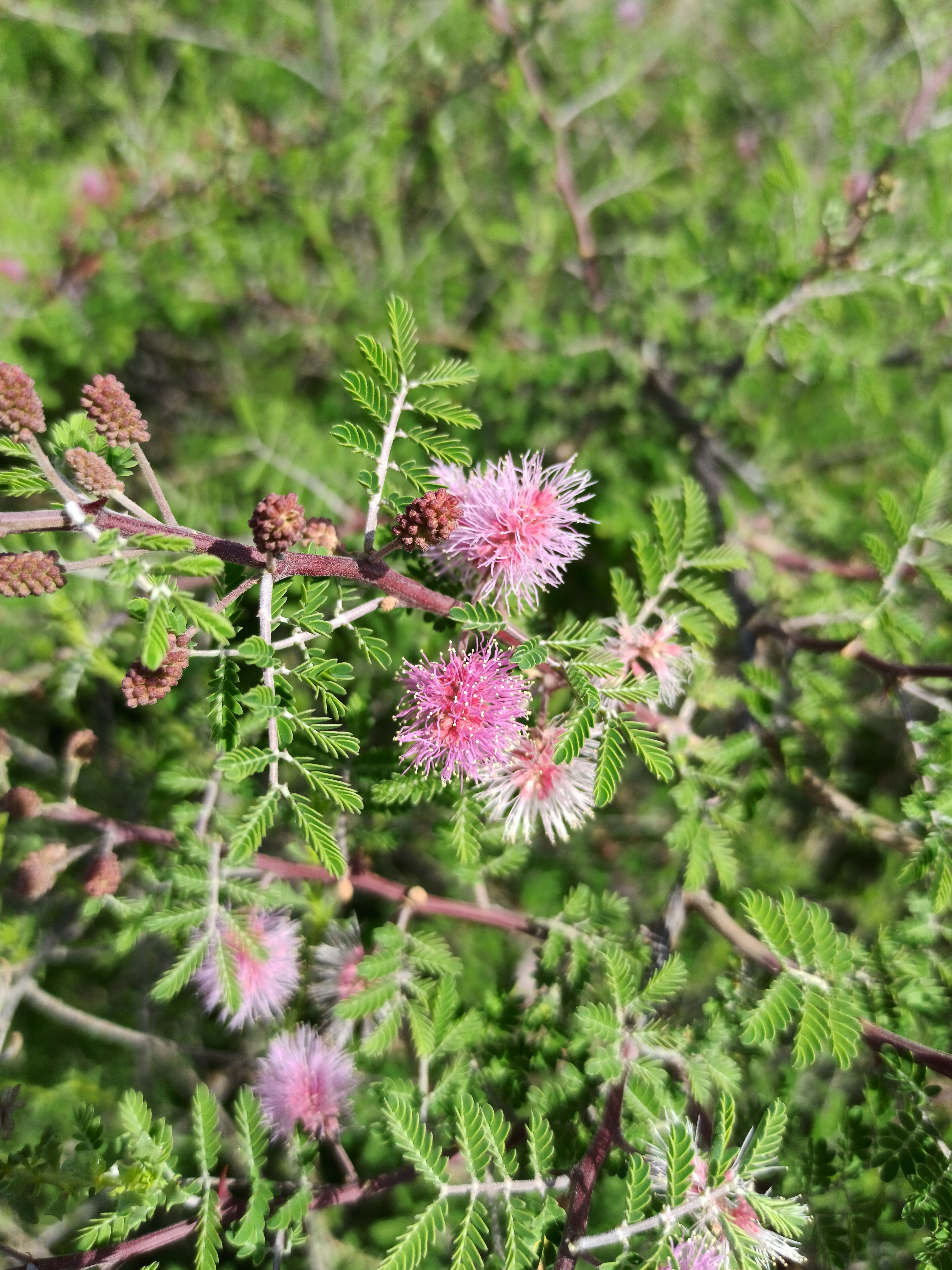
Một quần thể mai dương đang phát triển mạnh

Cây mai dương hay cây trinh nữ đầm lầy (Mimosa pigra) là loài cây bụi, thân gỗ, mọc cao tạo thành những bụi cây rậm rạp, lớn, đầy gai, không xuyên qua được ở những vùng đất ngập nước theo mùa thuộc vùng nhiệt đới và cận nhiệt đới. Cây trinh nữ đầm lầy có nguồn gốc từ vùng nhiệt đới châu Mỹ. Là loại cây có nguồn gốc từ Trung Mỹ, loài cây này sinh sản rất mạnh, bằng cả gieo hạt nhờ gió, lẫn sinh sản vô tính từ thân cây. Bằng nhiều cách, cây trinh nữ đã du nhập vào châu Phi, châu Á, châu Úc và đặc biệt thích hợp phát triển ở vùng đất ngập nước thuộc vùng nhiệt đới.
Hạt cây rất nhẹ và có móc, nhờ vậy nó có thể phát tán đi xa nhờ gió, hay trôi theo dòng nước. Khi đã tìm được nơi cư trú, nó bám chắc vào đó, cắm rễ xuống và mọc thành cây. Loài cây này nằm trong danh sách 100 loài có khả năng xâm nhập trên quy mô toàn thế giới. Tại Úc, nó đã phát triển tới 18.000 ha và hằng năm Chính phủ nước này phải chi tới 12 triệu ER để ngăn ngừa và tiêu diệt, nhưng chưa có kết quả. Tại rừng tràm U Minh, cây trinh nữ đã bành trướng một diện tích rộng lớn và trong tương lai nó sẽ xóa sổ toàn bộ rừng tràm ở U Minh.

### Bèo Nhật Bản
Bèo Nhật Bản hay còn gọi là bèo Lục Bình, bèo tây (Eichhornia crassipes) là tên ở Việt Nam, chúng du nhập vào và phát triển nhanh trong các thủy vực là làm tắc nghẽn đường thủy, cản trở giao thông thủy, làm ảnh hưởng đến việc bơi lội và câu cá. Bèo Nhật Bản phát triển lấp kín mặt nước, che hết ánh sáng của các loài tảo, cạnh tranh với các loài thực vật thủy sinh bản địa và làm giảm đáng kể tính đa dạng sinh học trong các hệ sinh thái thủy vực.

### Cỏ biển Caulerpa
Cỏ biển Caulerpa (Caulerpa taxifolia) là loài thực vật thủy sinh được du nhập đến vùng Địa Trung Hải vào khoảng năm 1984, có thể dưới dạng cặn lắng trong nước bể nuôi sinh vật biển của bảo tàng sinh vật biển Monaco. Cỏ biển Caulerpa thích nghi tốt với các vùng nước lạnh và đã phát triển phủ kín nền đáy của các loài cỏ biển bản địa, ảnh hưởng có hại đối với nhiều loài sinh vật thủy sinh.

### Cỏ biển Spartina
Loài cỏ biển Spartina (Spartina anglica) là thực vật thủy sinh có khả năng thích nghi cao, phát triển tốt ở các vùng ven biển và lan tràn rất nhanh. Chúng xâm lấn các vùng đầm lầy nơi có nhiều động vật không xương sống là thức ăn của chim cạn và chim nước, xâm lấn quần xã thực vật bản địa đa dạng và tạo điều kiện xâm lấn sản xuất nông nghiệp gây ra phá hủy các sinh cảnh đầm lầy nước mặn ven biển.

### Tảo bẹ Undaria
Tảo bẹ Undaria (Undaria pinnatifida) có nguồn gốc từ Nhật Bản, nơi mà chúng được trồng làm thức ăn cho con người. Tảo bẹ Undaria phát tán chủ yếu bằng cách bám vào vỏ tàu. Tảo bẹ Undaria phát triển nhân tạo thành từng đám rậm rạp như rừng, cạnh tranh ánh sáng và chỗ ở dẫn đến việc phá hủy hoặc thay thế các loài động thực vật bản địa.

### Trúc Tây Ban Nha
Trúc Tây Ban Nha Arundo (Arundo donax) là loài cây thân thảo lưu niên đã và đang được du nhập rộng rãi vào vùng ôn đới và cận nhiệt đới. Khi đã thích nghi và phát triển, nó tạo thành các rừng cây rậm rạp đơn loài đồng thời cạnh tranh làm suy giảm quần xã thực vật bản địa và biến đổi nơi sống của chúng. Rừng trúc Tây Ban Nha Arundo còn là hiểm hoạ cháy rừng và lụt lội.

### Sắn dây
Sắn dây được đưa từ Nhật Bản vào Mỹ năm 1876 để trồng làm thức ăn gia súc và để chống xói mòn cho đất. Tuy nhiên, sau đó loại cây này lại trở thành mối nguy hại về mặt sinh thái học ở các vùng này do sức phát triển quá nhanh vượt ngoài tầm kiểm soát của nó.
Loại cây leo này nhanh chóng lan tràn khắp nơi, bao phủ phần lớn diện tích canh tác, giết chết nhiều loài cây bản địa khác. Sắn dây đã mọc lên rộng rãi ở khắp miền Đông Nam Hoa Kỳ, cắm chặt rễ trên diện tích đất khoảng 20.000 – 30.000 km² và làm thiệt hại khoảng 500 triệu USD mỗi năm do diện tích đất trồng trọt bị loài cây này bao phủ và các chi phí để kiểm soát nó.

### Các loài khác

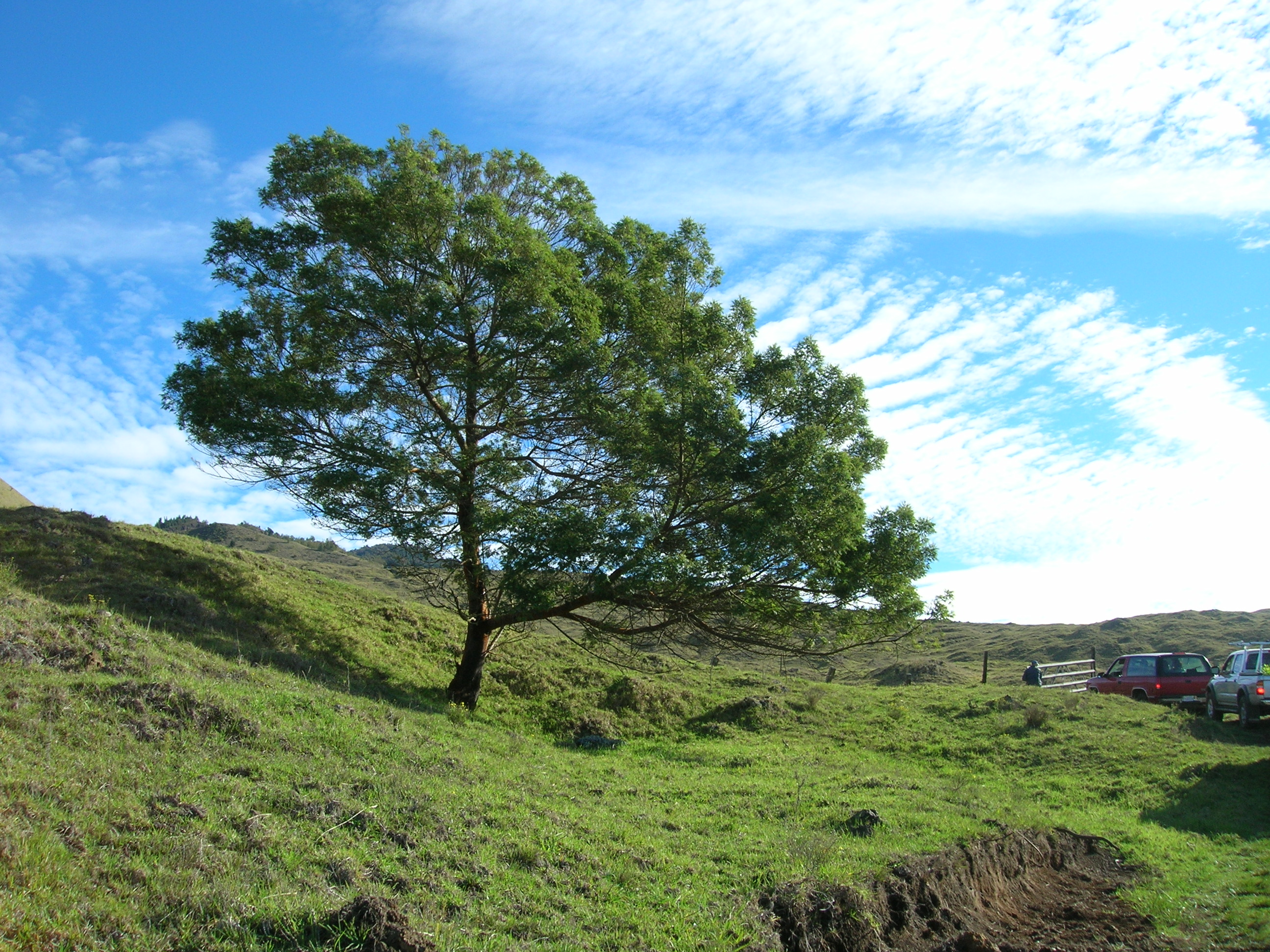
Keo đen

- Keo đen mearnsii (Acacia mearnsii) là loài thực vật thường xanh, có độc tố, thường đạt đến độ cao 20m. Bên cạnh việc sản sinh ra một số lượng hạt rất lớn, mọc khoẻ, loài cây này còn sinh ra rất nhiều rễ hút cạnh tranh loại bỏ các loài bản địa và hình thành rừng cây đơn loài.
- Cây Ardisia elliptica (Ardisia elliptica) là loài thực vật thường xanh, chịu bóng, phát triển rất nhanh tạo thành rừng cây rậm rạp đơn loài và cản trở sự phát triển của tất cả các loài cây khác.
- Cây gỗ Cecropia (Cecropia peltata) có nguồn gốc ở vùng nhiệt đới châu Mỹ, được du nhập đến Cameroon, Bờ biển Ngà, Malaysia, và trở nên một loài xâm hại nguy hiểm. Cây gỗ Cecropia lan tràn vào những vùng đã bị xáo trộn, các dòng dung nham và các khoảng rừng trống. Ở Cameroon, Cây gỗ Cecropia cạnh tranh với một loài cùng họ hàng là loài Musanga Cecropioides
- Cỏ lào Odorata (Chromolaena odorata) là một loại cây bụi lưu niên phát triển nhanh và có hạt phát tán nhờ gió gặp ở những vùng đất trống và dễ thoát nước. Đây là một loài cỏ thường gặp ở các đồng cỏ và cánh đồng trồng trọt ở vùng nhiệt đới châu Phi và châu Á. Cỏ lào Odorata rất dễ cháy.
- Cây kanh kina Cinchona (Cinchona pubescens) xâm lấn vào cả trong rừng lẫn những nơi đất trống, hạt phát tán nhờ gió, và cạnh tranh thế chỗ phủ và bóng lên thảm thực vật bản địa.
- Cỏ saphony (Clidemia hirta) là loài cây bụi có chất độc, có thể mọc cao đến 2m ở đồng cỏ và trong rừng. Đây là một loài xâm lấn phát triển nhanh và loài trừ tất cả các loài thực vật khác mọc dưới tán.
- Đại kích Esula (Euphorbia esula) là loài bản địa của châu Âu và châu Á, hiện nay được tìm thấy ở khắp nơi trên thế giới trừ Úc. Loài xâm hại hung hãn này tiêu diệt các loài thực vật bản địa bằng cách che tối, hút hết nước và dinh dưỡng và sinh ra độc tố thực vật ngăn cản sự phát triển của các loài khác mọc dưới tán của nó.
- Gừng dại (Hedychium gardnerianum) là loài cây thân củ có hạt phát tán nhờ chim. Phát triển nhanh làm tắc ngẽn vùng ven bờ các dòng chảy. Phát tán ra tự nhiên từ vườn nhà.
- Cây tơ mành hay cây mạng nhện (Hiptage benghalensis) là cây tơ mành có thân leo, hoa màu trắng hay vàng có mùi thơm. Thích hợp với khí hậu từ ôn đới ấm đến nhiệt đới. Đây là một loài xâm hại ở La Réunion và Mauritius. Ở Mauritius nó xâm lấn các vùng rừng trên đất thấp. Tại Việt Nam mọc hoang trong rừng, cây làm thuốc chữa vết thương, gãy xương.

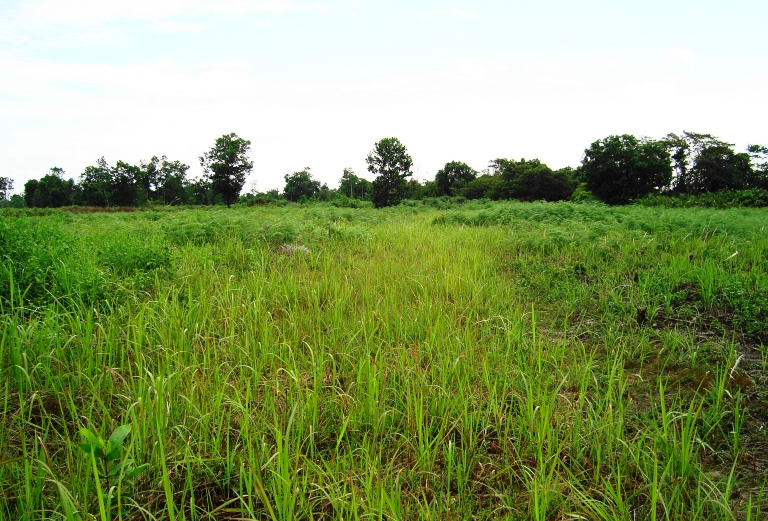
Cỏ tranh

- Cỏ tranh (Imperata cylindrica) là một loài cỏ thường gặp (thực vật C4, có nguồn gốc ở Cựu Thế giới) sống trong điều kiện nóng ở nhiều nước châu Phi, Nam Sahara, Nam và Đông nam Á. Xuất hiện như một loài cỏ dại ở nhiều đảo vùng Thái Bình Dương. Tại Việt Nam có ở nhiều nơi, mọc nơi sáng, cây làm thuốc giải nhiệt.
- Cây ngũ sắc hay Bông ổi (Lantana camara): Cây ngũ sắc được trồng rộng rãi ở vùng nhiệt đới, cận nhiệt đới và ôn đới làm cây cảnh. Cây ngũ sắc thích nghi và phát triển rất nhanh như một loài cỏ dại trên các đồng cỏ và trong môi trường ở khoảng 50 nước. ở Việt Nam được trồng ở nhiều nơi, dùng làm thuốc cầm máu, sát trùng
- Cây Keo dậu (Leucaena leucocephala) là loài cây không gai mọc thành các bụi cây rậm, cạnh tranh loài trừ tất cả các loài khác. Hạt được phát tán nhờ bọn gặm nhấm và chim ăn thực vật. ở Việt Nam mọc hoang và được trồng ở nhiều nơi.
- Cây râm vối (Ligustrum robustum) là một loài xâm hại và là mối đe doạ nguy hiểm đối với đa dạng sinh học của các khu rừng ở La Réunion và Mauritius. Khả năng mọc mầm, sinh trưởng nhanh, chịu bóng và tỷ lệ chết thấp cùng với một lượng quả rất lớn phát tán nhờ chim đã góp phần tăng khả năng xâm lấn các khu rừng nguyên sơ.
- Cây Chân châu tía (Lythrum salicaria) là một loài cỏ lưu niêm, mọc thẳng, có thể cao đến 3m. Loài thực vật này là loài cỏ dại địch hại ở vùng Bắc Mỹ và Canađa. Cây Chân Châu Tía xâm lấn các vùng đất ngập nước tự nhiên cũng như đã bị khai phá và khi đã thích nghi và phát triển thì trở thành đối thủ cạnh tranh mạnh và loại trừ các loài thực vật bản địa, làm thay đổi môi trường sống.
- Tràm gió (Melaleuca quinquenervia) là loài cây gỗ cao có nguồn gốc Đông Úc, New Guinea và New Caledonia, xâm lấn vào các vùng đầm lầy thoáng.
- Cây Miconia (Miconia calvescens) là một loài cây xâm hại chiếm ưu thế ở các đảo đại đương nhiệt đới thuộc quần đảo Jame Cook (Pô li nê đi) và Hawaii (Mỹ) nơi chúng được du nhập vào làm cây cảnh.
- Cây Mikania (Mikania micrantha) là một loài cây leo rậm rạp, mọc tốt ở nơi đất có hàm lượng dinh dưỡng, chất hữu cơ, độ ẩm của đất và không khí cao.
- Cây Móng rồng Hawaii (Myrica faya) là loài cây bụi thường xanh được du nhập vào Hawaii từ cuối những năm 1800 để làm cảnh. Hiện nay chúng xuất hiện trên hầu hết các đảo lớn của Hawaii. Khi đã thích nghi và phát triển, chúng tạo thành các bụi cây rậm rạp, đơn loài và ngăn cản sự tái sinh của các loài bản địa.
- Xương rồng đất (Opuntia stricta) là loài cây lưu niên có nguồn gốc ở Đông Bắc Hoa Kỳ, có tính thích nghi cao, có thể sống và phát triển được trong điều kiện khô hạn. Cây xương rồng đất phát triển nhanh tạo thành các bụi rậm đầy gai làm bị thương gia súc và ngăn cản sự chăn thả gia súc. Chúng cạnh tranh rất mãnh liệt với các loài có ích ở đồng cỏ.
- Thông biển sao (Pinus pinaster) là loài cây có nguồn gốc từ Vịnh Địa Trung Hải được đem trồng ở vùng ôn đới nằm trong và ngoài phạm vi phân bố tự nhiên của chúng vì nhiều lý do. Chúng phát triển rất nhanh ở bất kỳ chỗ nào được trồng. Tại nhiều nơi, chúng xâm lấn các thảm cây bụi, rừng và thảm cỏ tự nhiên.
- Cây Chút chít Nhật (Polygonum cuspidatum) là loài cây thân thảo lưu niên mọc nhanh tạo nên các bụi to và có thể cao từ 1 - 3m. Khi đã thích nghi và phát triển, chúng tạo thành các bụi cây rậm rạp làm che tối và đẩy lùi các loài thực vật khác, làm giảm tính đa dạng loài và thay đổi môi trường sống tự nhiên.
- Cây đương Prosopis (Prosopis glandulosa) là loài cây bụi, lưu niên, thân gỗ, rụng lá hàng năm mọc nhanh tạo thành các bụi cây dày đặc cạnh tranh mãnh liệt với các loài cây bản địa về nước và có thể làm giảm tính đa dạng loài dưới tán của nó. Hạt của loài cây này có thể tồn tại 10 năm trong đất.
- Cây Phan thạch lựu (Psidium cattleianum) mọc nhanh tạo thành các bụi cây rậm rạp và che bóng các loài cây bản địa ở vùng rừng nhiệt đới. Loài cây này gây ra các tác động nghiêm trọng đến sinh cảnh bản địa ở Maurituis và được coi là loài thực vật xâm hại nguy hiểm nhất ở Hawaii, nơi mà loài này đã xâm lấn rất nhiều vùng tự nhiên khác nhau.
- Cây sắn leo montana (Pueraria montana) là loài cây dây leo nửa gỗ, chi sắn dây, có đặc điểm bò leo bao phủ mặt đất và cây cối khác. Cây sắn leo montana đã được báo cáo là xâm lấn 2 đến 3 triệu hecta ở miền Đông nước Mỹ và gây tổn thất năng suất cây trồng ước tính tới 500 triệu đô la mỗi năm.
- Cây Mâm xôi vàng Himalaya (Rubus ellipticus) là một loại cây bụi có gai, xâm lấn các khu rừng bản địa. Mâm Xôi vàng Himalaya xâm thực bằng chồi ngầm và hạt được phát tán nhờ chim và thú ăn hạt. Mâm Xôi vàng Himalaya gây ra nhiều tác hại ở Hawaii, nơi mà nó đã và đang cạnh tranh loài trừ một loài bản địa là Mâm xôi Hawaii (Rubus hawaiiensis)
- Cây Nhựa ruồi Brasil (Schinus terebinthifolius) có nguồn gốc từ Argentina, Paraguay và Brazil. Cây nhựa ruồi Brasil là một loài tiên phong ở các vùng đất đã được cày cấy và cũng phát triển tốt ở các môi trường đất còn nguyên sinh. Cây nhựa ruồi Brasil là loài cỏ xâm thực mạnh, chiếm chỗ của nhiều loài thực vật bản địa.
- Cây Tupip châu Phi hay Uất kim hương châu Phi (Spathodea campanulata) là một loài cây chịu bóng, màu sắc sặc sỡ lấn chiếm các vùng đất nông nghiệp bị bỏ hoang và các khu rừng rậm. Chúng thích hợp ở những vùng ẩm và ướt từ mực nước biển đến độ cao 1000m. Đây là loài xâm thực gây hại ở Hawaii, Fiji, Pô Li Nê Si và Samoa. Hạt được phát tán nhờ gió và nảy mầm rất nhanh.
- Thánh liễu (Tamarix ramosissima) là loài cây bụi có nguồn gốc ở châu Á và Đông Nam châu Âu. Hiện nay Cây Thánh Liễu đã trở nên thích nghi tốt ở Mỹ và México. Thánh Liễu có khả năng mọc trên đất nhiễm mặn cao và dễ dàng sinh sôi dọc kênh mương gây tắc ngẽn khi mực nước lên cao dẫn đến lụt lội.
- Kim tước (Ulex europaeus) là một loài cây bụi thường xanh, lưu niên và có gai, mọc thành bụi rậm rạp. Cây Kim tước mọc phổ biến ở những khu vực đất đã được khai khẩn, thảm cỏ, thảm cây bụi, bìa rừng, ven biển và những vùng đất hoang. Đây là một loài phát triển rất tốt và khó tiêu diệt một khi chúng đã thích nghi và phát triển.
- Cúc bò (Wedelia trilobata) là loài cây leo thân thảo có nguồn gốc từ Trung Mỹ mọc rất nhanh tạo thành các mảng dày đặc, làm cản trở và ngăn cản sự tái sinh của các loài cây khác.
- Ngò tây khổng lồ: Một số người làm vườn châu Âu và Bắc Mỹ nhập giống cây này về vì tò mò nhưng nó sinh sôi và không chỉ lấn át hết thực vật bản địa, nhựa của loài cây này còn hết sức nguy hiểm với con người. Nếu dính nhựa ngò tây và tiếp xúc với tia cực tím, da sẽ bị bỏng nặng, phồng rộng và để lại những vết sẹo đen.

## Bò sát

### Trăn Miến Điện
Trăn Miến Điện (Python molurus bivittatus) là phân loài lớn nhất của trăn Ấn Độ trong chi Python và một trong 6 loài rắn lớn nhất thế giới, đây là loài xâm lấn dữ dội ở Hoa Kỳ. Nhiều con đạt chiều dài tới hơn 6 m và khối lượng tới 90 kg. Một số tài liệu ghi nhận các trường hợp trăn có nguồn gốc từ Myanmar giết chết người. Nó thuộc nhóm động vật xâm lấn hoặc có khả năng xâm lấn rất mạnh. Điều này có nghĩa là chúng có thể sống sót và sinh sản ở nhiều khu vực khác nhau. Chúng đạt tới độ tuổi trưởng thành rất nhanh và đẻ nhiều con. Do khả năng ngụy trang của chúng tốt nên con người rất khó nhận ra chúng.
Sự nguy hiểm nó còn thể hiện ở chỗ, lực lượng cảnh sát ở Nam Florida (Mỹ) đã bắt được một con trăn Miến Điện dài 12 feet (khoảng 3,65m), nặng 120 pound (khoảng hơn 54 kg) được cho là đã ăn thịt những con mèo của người dân trong vùng. Những con trăn đang làm giảm số lượng các loài động vật có vú bản địa ở vùng đầm lầy. Số lượng rắn và trăn tăng lên là do loài này từng được nuôi làm thú cưng rồi bị bỏ rơi do lớn quá nhanh, còn số khác thì bị xổng khỏi các cửa hàng bán thú nuôi trong cơn bão Andrew và đã nhanh chóng sinh sản.
Từ năm 1999 đến 2004, hơn 144.000 con trăn Miến Điện đã được nhập khẩu vào Mỹ như một loài thú cưng đáng yêu. Người dân Mỹ, đặc biệt là bang Florida, hết sức thích thú với loài này trước khi nhận ra chúng là một quái vật ăn thịt khổng lồ có thể phát triển tới hơn 6m. Nhiều người đã thả chúng ra tự nhiên, gây nên hậu quả là có khoảng 150.000 con trăn Miến Điện đang lang thang khắp bang, chúng cố gắng nuốt chửng mọi thứ, từ gấu trúc, thỏ, thú có túi ôpôt cho đến hươu nai và thậm chí cả cá sấu. Mặc dù trăn Miến Điện lần đầu tiên được nhìn thấy ở vườn quốc gia Everglades vào thập niên 1990, nhưng chúng không được chính thức công nhận là một quần thể sinh sản cho đến năm 2000. Kể từ đó, số lượng nhìn thấy loài trăn Miến Điện đã tăng lên theo cấp số nhân với hơn 300 lần nhìn thấy từ năm 2008 đến năm 2010.

### Rắn cây nâu
Rắn nâu leo cây (Boiga irregularis): Có nguồn gốc từ úc và Papua New Guinea, loài rắn này nổi tiếng vì khả năng trà trộn vào hàng hoá, lên các chuyến bay và đến nhiều nước trên thế giới. Sau Chiến tranh thế giới thứ hai Úc và một số nước Đông Nam Á vô tình mang rắn cây nâu sang lãnh thổ Guam, Mỹ nơi không tồn tại loài động vật nào có thể khuất phục chúng, chúng bao phủ toàn bộ hòn đảo vốn trước kia hoàn toàn không có loài rắn. Loài rắn nâu leo cây này đã và đang làm thay đổi hệ sinh thái trên cạn và phá hoại hệ thống cung cấp điện của Guam. Kể từ khi có mặt ở đây, rắn cây nâu đã ăn hết hơn một nửa các loài chim, thằn lằn bản địa của Guam và khiến 2/3 số loài dơi ở đây gần như tuyệt chủng.
Với hơn 13.000 cá thể ở khắp nơi trên đảo, chúng tấn công vào nhà ở của người dân, gây nguy hiểm đến trẻ nhỏ và gây kinh hoàng cho người lớn. Chúng cũng là thủ phạm gây ra các vụ mất điện làm ảnh hưởng đến các hoạt động sinh hoạt, thương mại và quân đội tại khu vực. Chúng săn gần như cạn kiệt hoặc thậm chí làm tuyệt chủng các loài động vật trong các khu rừng bản địa. Số lượng động vật hoang dã trên hòn đảo ở phía nam Thái Bình Dương giảm rất nhanh. Nhiều loài động vật có vú, chim, thằn lằn là những con vật mà rắn bắt để ăn thịt thì lại đóng vai trò to lớn đối với hoạt động thụ phấn và phát tán hạt. Sự biến mất của chúng làm giảm số lượng thực vật trên đảo Guam. Tình trạng tương tự cũng có thể xảy ra ở nhiều khu vực khác của Mỹ nơi nhiều động vật nhỏ chưa biết cách đối phó với kiểu săn mồi của chúng. Những động vật bản địa chưa có kinh nghiệm phát hiện rắn khổng lồ và chiến thuật rình mồi của chúng.

### Rùa tai đỏ

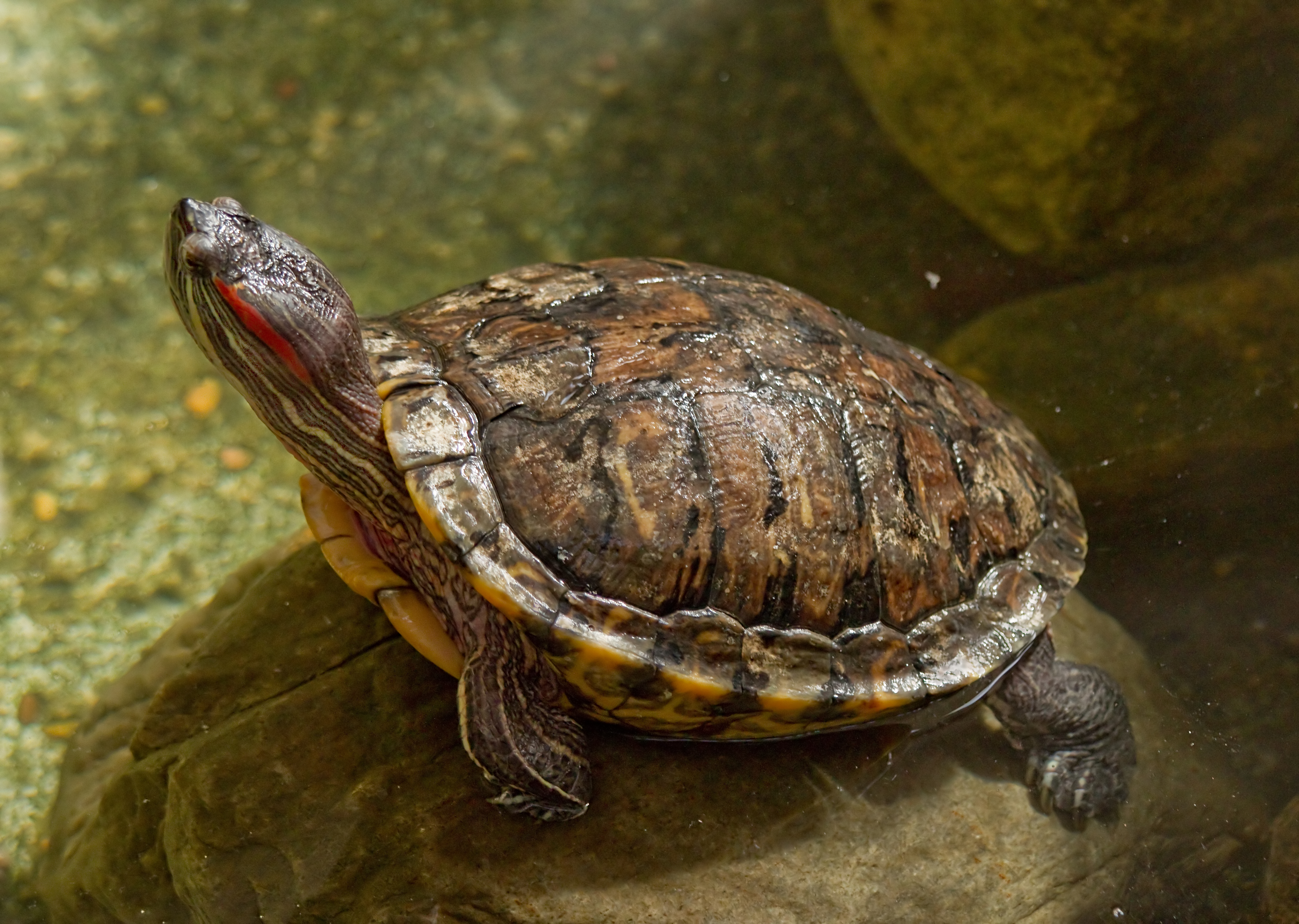
Những con rùa tai đỏ được người dân phóng sinh xuống Hồ Gươm, chúng nhanh chóng phát triển và đe dọa sự tồn tại của những cụ Rùa Vàng

Rùa tai đỏ (Trachemys scripta elegans) là loài động vật nguy hiểm trên thế giới, rùa tai đỏ xuất xứ từ Bắc Mỹ, có thể sống từ 50 đến 70 năm. Khuyến cáo của một số cơ quan nghiên cứu khoa học trong nước và Tổ chức bảo tồn thiên nhiên thế giới, rùa tai đỏ là loài sinh vật ngoại lai xâm hại nguy hiểm nếu bị phát tán ra ngoài môi trường. Là một loài vật nuôi thông dụng và do đó đã phát triển ở nhiều vùng trên thế giới và trở thành đối thủ cạnh tranh với các loài rùa nước bản địa.
Đây là loài ăn tạp và có thức ăn gồm côn trùng, tôm, giun, ốc sên, lưỡng cư và cá con cũng như cả thực vật thủy sinh. Khi thoát ra tự nhiên, chúng sẽ cạnh tranh thức ăn, giao phối với rùa bản địa, dẫn đến lấn áp, ức chế hoặc tiêu diệt các loài sinh vật bản địa, phá vỡ cân bằng sinh thái. Ngoài ra, rùa tai đỏ còn có thể mang vi khuẩn salmonella(chỉ khi mội trường sống có vi khuẩn salmonella thì rùa tai đỏ mới nhiễm bệnh và lậy truyền), loại gây bệnh thương hàn cho người. Loài thủy sinh vật ngoại lai đã được phát hiện ở Việt Nam từ năm 1997, chủ yếu nuôi với mục đích làm cảnh.

## Lưỡng cư

### Cóc mía
Cóc mía hay cóc khổng lồ, cóc biển (Bufo marinus) được du nhập rộng rãi vào nhiều nước trên thế giới, sử dụng làm tác nhân phòng trừ sinh học đối với sâu gây hại mía. Hiện nay Cóc mía đã trở thành một địch hại ở những nơi được du nhập đến. Cóc mía rất phàm ăn và ăn thịt tất cả các loại sinh vật mà nó tìm được. Cóc tía còn săn bắt ăn thịt và cạnh tranh thức ăn, nơi sinh sản với các loài lưỡng cư bản địa. Ngoài ra, do da có chứa nhiều độc tố nên cóc mía có thể giết chết những con vật lớn hơn, như gà, chó, mèo, rắn, thằn lằn và cả một số loài ếch, khi tiếp xúc với chất độc trên da chúng, làm giảm đáng kể số lượng các loài này. Cóc mía là một loài gây hại cho môi trường, sống nhiều ở vùng nhiệt đới.
Năm 1935, loài cóc mía được nhập khẩu từ Hawaii vào Australia và được đưa đến Bắc Queensland để tiêu diệt bọ cánh cứng hại mía. Tuy nhiên, chúng nhanh chóng trở thành loài vật gây hại của nước Australia. Môi trường sống thích hợp đã khiến cóc mía phát triển với một tốc độ cao. Loài động vật này đạt số lượng 200 triệu con vào năm 2007 và chiếm lĩnh 75 % lãnh thổ Australia vào năm 2008. Cóc mía bị coi là một trong những loại sinh vật gây hại nhất ở Australia. Chính phủ nước này đang thực hiện kế hoạch kéo dài đến 15 năm và tiêu tốn 7 triệu đô để kiềm chế sự phát triển của chúng.

### Ếch ương beo
Ếch ương beo hay Ếch ương Mỹ (Rana catesbeiana) phát tán đến nhiều nước do hoạt động thương mại buôn bán thủy sản và cá cảnh. Ếch ương beo là đối tượng buôn bán và thường được nuôi lấy thịt ở nhiều nước trên thế giới. Vấn đề chính là trong tự nhiên chúng có khả năng thích nghi cao, cạnh tranh mạnh và ăn cả các loài bò sát bản địa.

### Ếch Carribe
Ếch Carribe (Eleutherodactylus coqui) là một loài ếch nhỏ, ồn ào, ăn thịt sâu bọ, có nguồn gốc từ Puerto Rico, nơi mà chúng sinh sản và có thể sống với mật độ đến 20000 cá thể trên một hecta. Chúng thích nghi và phát triển ở Hawaii và Đảo Virgin. ở Hawaii, chúng được coi vừa là loài gây hại ở thành thị vừa có khả năng đe doạ đến các loài chim rừng bản địa.

## Nhuyễn thể

### Ốc sên đất châu Phi
Ốc sên đất khổng lồ châu Phi hay còn gọi là ốc sên (Achatina fulica) đã gây họa tại châu Mỹ, ược xếp vào danh sách những loài xâm lấn đe dọa môi trường nghiêm trọng. Loài ốc sên này được phát hiện lần đầu tiên tại bang Florida năm 2011 và không ngừng phát triển kể từ sau đó. Chúng có nguồn gốc từ Nigeria, thường có chiều dài 20 cm và mỗi con đẻ hàng trăm trứng mỗi tháng. Ốc sên đất khổng lồ châu Phi là một trong những loài ốc sên nguy hiểm nhất thế giới. Chúng có thể tiêu thụ ít nhất 500 loại cây khác nhau, trong đó có nhiều loại cây lương thực.
Ốc sên còn là mối đe dọa với động vật và con người, vì chúng mang ký sinh gây viêm màng não. Loài ốc sên này còn có thể tiêu thụ thạch cao và vôi vữa để hấp thụ calcium cần thiết cho lớp vỏ lớn. Do đó, chúng còn làm hỏng và phá hủy nhiều căn nhà, chúng xâm nhập các bãi, công viên, thậm chí ăn qua vách thạch cao. Loài ốc sên châu Phi đã và đang được du nhập rất nhiều vào các nước châu Á, các hòn đảo thuộc Thái Bình Dương và Ấn Độ Dương, và gần đây được du nhập vào vùng Tây Ấn. Đây là một loài địch hại nguy hiểm đối với nông nghiệp và là véc tơ của một số mầm bệnh và giun tròn. Người ta đã phải huấn luyện chó nghiệp vụ để tiêu diệt chúng

### Ốc bươu vàng

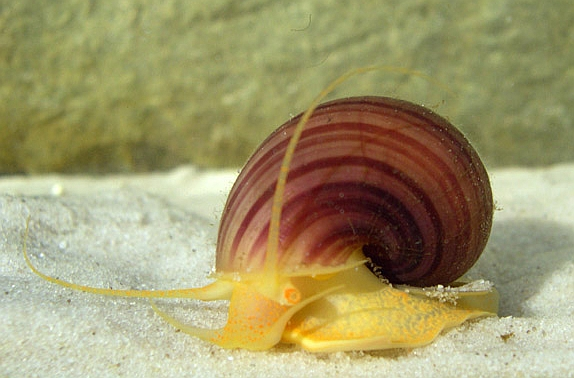
Ốc bươu vàng, một thảm họa của nền nông nghiệp Việt Nam cho đến nay

Điển hình trong số sinh vật lạ xâm hại ở Việt Nam là nạn dịch ốc bươu vàng. Ốc bươu vàng (Pila sínensis hay Pomacea canaliculata) là loài được nhập khẩu vào Việt Nam từ Trung Quốc trong khoảng hơn 10 năm, là một loài ốc nước ngọt phàm ăn và ăn các loại thực vật thủy sinh như sen, khoai sọ, củ ấu và lúa, với khả năng sinh sản rất nhanh và thức ăn chủ yếu là lá lúa nên đã gây nên đại dịch phá hoại lúa ở nhiều tỉnh đồng bằng sông Cửu Long và đang phát triển dần ra các tỉnh miền Trung, miền Bắc.
Đến nay, ốc bươu vàng đã gây nguy hại lớn trong hệ sinh thái đồng ruộng, ao hồ của một số tỉnh phía nam, và tiêu diệt chúng triệt để là không dễ dàng, dù đã phải tiêu tốn hàng tỷ đồng nhưng chưa đem lại kết quả mong muốn, Ốc bươu vàng được tận diệt bằng nhiều phương pháp nhưng vẫn sinh sôi và phá hoại mùa màng. Đây là một loại địch hại nguy hiểm đối với mùa màng ở Đông Nam Á và Hawaii đã gây ra một mối đe doạ nguy hiểm đối với nhiều vùng đất ngập nước trên toàn thế giới do có thể làm thay đổi sinh cảnh và cạnh tranh với các loài bản địa.

### SênArion vulgaris
Đây là một loài có nguồn gốc từ Tây Ban Nha, xuất hiện phổ biến ở Bắc Âu và vào Anh qua các loại rau nhập khẩu như rau diếp và xà lách. Những con sên ngoại cỡ có chiều dài tối đa khoảng 12 cm, gấp 4 lần so với loài sên thông thường. Chúng đẻ khoảng 400 quả trứng mỗi năm. Những kẻ xâm lược này không chỉ ăn rau, phân, thịt động vật đã thối rữa mà còn ăn thịt chính đồng loại. Đây là một loài ốc sên có tính xâm lấn cao. Nó thường được coi là một dịch hại, không chỉ trong khu vực mà nó đã được vô tình du nhập, mà ngay cả ở những nơi mà nó là loài bản địa.

### Sên sói tía(Euglandina rosea)
Loài sên sói tía ăn thịt này được du nhập vào các đảo thuộc Thái Bình Dương và Ấn Độ Dương làm tác nhân kiểm soát sinh học đối với một loài xâm hại khác là ốc sên châu Phi (Achatina fulica). Đây là nguyên nhân gây ra sự tuyệt chủng của loài sên Partulid ở vùng Polynesia thuộc Pháp.

## Giun dẹp

### Sán dẹp
Loài Giun dẹp hay sán dẹp hay còn gọi là sán ốc sên (Platydemus manokwari) đã trở thành sinh vật ngoại lai khiến cho các chuyên gia tại Anh tìm cách kiểm soát loài giun dẹp này. Loài giun này đã xấm lấn mạnh mẽ hệ sinh tái tại Anh khiến ốc sên vườn có thể bị xóa sổ, đe dọa hệ sinh thái. Loài giun dẹp này tương đối lớn, có chiều dài từ 40–65 mm và rộng khoảng 4–7 mm. Cơ thể loài này có dạng dẹp, dày dưới 2 mm.
Tại quần đảo Thái Bình Dương, một số loài ốc bản địa đã tuyệt chủng vì sự phàm ăn của loài giun này. Loài giun này xâm nhập vào Anh, ẩn trong chậu cây trồng nhập khẩu mỗi tháng. Sán ốc sên được du nhập vào nhiều đảo thuộc Thái Bình Dương và Ấn Độ Dương để kiểm soát loài ốc sên châu Phi. Sán ốc sên đã trở thành mối đe doạ nghiêm trong đối với các loài nhuyễn thể chân bụng bản địa. Ở Guam, cũng đang đe doạ các loài trong họ Partulidae ở đảo Mariana cũng như các loài sống trong đất đặc hữu ở đây.

## Cá

### Cá vược sông Nin
Cá vược sông Nile hay cá rô sông Nile (Lates niloticus) được du nhập vào hồ Victoria năm 1954. Victoria là hồ nước ngọt lớn nhất châu Phi, thứ nhì thế giới nằm trong vùng thuộc biên giới các quốc gia Uganda, Kenya và Tanzania.
Hồ có diện tích 69.000 km², chu vi 3.440 km. 200 loài cá bản địa vùng hồ Victoria đã bị tuyệt chủng bởi loài cá vược sông Nile. Cá vược sông Nile cạnh tranh nguồn thức ăn với các loài cá khác trong hồ Victoria, hạn chế sự phát triển của chúng. Ngoài ra, loài cá này cũng ăn thịt các loài cá khác.

### Cá rô phi
Cá Rô Phi Mozambique hay cá rô phi đen (Oreochromis mossambicus) được phổ biến, du nhập vào nhiều nước trên thế giới để nuôi làm thực phẩm. Các quần thể đã thích nghi của loài này trong tự nhiên là kết quả của việc cố tình thả ra hoặc để xổng từ các trang trại nuôi chúng. Đây là một loài ăn tạp và chúng ăn gần như mọi thứ từ tảo đến côn trùng. Chúng tạo thành các quần thể đông đặc và thiếu thức ăn trong các thủy vực sinh sống.

### Cá chép
Cá chép (Cyprinus carpio) được du nhập vào các vực nước ngọt trên toàn thế giới để làm thực phẩm và làm cảnh. Loài cá chép này bị coi là một loài gây hại vì chúng thường nhanh chóng đạt mật độ cao và khuấy động làm giảm độ trong của nước, phá hủy, làm bật rễ các loài thực vật thủy sinh là nơi trú ngụ của nhiều loài sinh vật thủy sinh. Cá chép châu Á được đưa vào Mỹ từ những năm 1970 để kiểm soát cỏ dại và ký sinh trùng, nhưng khi được thả ra sông Mississippi, chúng lại làm giảm chất lượng nước.
Một số lượng lớn cá chép châu Á đã tràn ngập các lưu vực thoát nước và các nhánh sông dẫn đến Ngũ Đại Hồ (nhóm hồ nước ngọt lớn nhất trên thế giới) từ những năm 1960 và 1970. Loài sinh vật này là nguyên nhân gây nhiều xáo trộn môi trường sống, đặc biệt khi chúng sinh sản với tốc độ nhanh đến mức đáng kinh ngạc, chiếm đến 50% sinh khối cá trong một môi trường nhất định. Không những thế, cứ nghe thấy tiếng động tàu thuyền là chúng lại phóng vọt lên, đâm vào người ngồi trên thuyền khiến người ta giật mình, thậm chí bị thương.

### Cá trê trắng
Cá trê trắng Clarias batrachus là loài cá trê ăn thịt phàm ăn này có nguồn gốc ở Đông Á trong đó có Việt Nam và đã được du nhập vào Florida từ năm 1960 để gây nuôi. Từ đó loài cá trê này đã thích nghi và phát triển rộng rãi trong tự nhiên trên toàn bang Florida, chúng du nhập vào Florida và nhanh chóng thích nghi, phát triển một cách mạnh mẽ. Cá trê trắng chính là kẻ thù của rất nhiều loại cá bản địa vùng Florida. Vào mùa khô, một số lượng lớn loài cá trê này có thể bị dồn tập trung lại trong một số ao hồ và ăn thịt các loài cá bản địa ở đây, Cá trê trắng là kẻ thù của nhiều loài cá bản địa vùng Floria, khi chúng bị dồn tập trung lại trong một số các ao hồ thì chúng có khả năng ăn thịt các loài cá bản địa.

### Cá hồi cầu vồng
Cá hồi cầu vồng (Oncorhynchus mykiss) là một loài cá cảnh phổ biến và được du nhập vào nhiều sông và hồ. Chúng đã phát triển nhanh và đe doạ loại trừ các loài cá bản địa bằng cách ăn thịt ấu trùng đồng thời còn giao phối chéo với những loài cá hồi khác làm ảnh hưởng đến bộ gen của chúng. Ngoài ra chúng còn cạnh tranh loại trừ một số loài cá khác bằng cách chiếm chỗ ở của chúng.

### Cá hồi nâu
Cá hồi nâu hay còn gọi là (Salmo trutta) được du nhập vào nhiều thủy vực nước lạnh trên toàn thế giới để phục vụ việc câu cá, hiện nay đã thích nghi và phát triển tốt ở nhiều nơi. Cá hồi nâu đã cạnh tranh lấn át làm giảm quần thể các loài cá bản địa (đặc biệt là các loài khác thuộc họ cá Hồi), lưỡng cư và động vật không xương sống do chúng ăn thịt, chiếm chỗ và cạnh tranh thức ăn.

### Cá vược miệng rộng
Cá vược miệng rộng (Micropterus salmoides) Do thịt ngon và hấp dẫn về mặt thể thao, cá vược miệng rộng được du nhập rộng rãi khắp thế giới. Đây là một loài ăn thịt, phàm ăn, săn mồi một mình và ăn cả ngày lẫn đêm, với cái miệng rộng như tên gọi của chúng. Thức ăn của chúng gồm cá, tôm, lưỡng cư và côn trùng.

### Cá diệt bọ gậy
Cá diệt bọ gậy hay cá gambu (Gambusia affinis) được du nhập vào nhiều nơi trên thế giới với một quan điểm sai lầm cho rằng chúng có khả năng diệt muỗi hiệu quả hơn so với các loài cá bản địa ăn bọ gậy, loài cá gambu này đã và đang gây hại cho các hệ sinh thái thủy vực vì đặc tính phàm ăn của chúng. Việc thả loài cá gambu để diệt bọ gậy muối vẫn đang được một số cơ quan phòng chống muối sốt rét và muỗi gây bệnh khác tiến hành.

### Cá mao tiên
Cá mao tiên (Pterois volitans) Có nguồn gốc từ vùng Ấn Độ Dương và Thái Bình Dương, cá mao tiên đã vô tình xâm nhập vào vùng biển Caribbean và vùng biển ngoài khơi miền nam Hoa Kỳ vào năm 1992 sau cơn bão Andrew. Chúng đã trở thành một vấn đề rất lớn xâm lấn ở vùng biển Caribbean và dọc theo bờ biển phía Đông của Hoa Kỳ. Chúng xinh đẹp, to lớn hơn các loài cá rạn san hô bản địa và luôn tìm cách chiếm đoạt các rạn san hô của những cư dân bản địa. Chúng có gai độc lớn, nhô ra từ cơ thể như bờm sư tử. Các gai độc làm cho cá không ăn được hoặc ngăn chặn hầu hết các kẻ thù tiềm năng, ới khả năng tự vệ bẩm sinh, cá sư tử không sợ hầu hết các loài sinh vật biển khác. Cá mao tiên sinh sản hàng tháng và có thể nhanh chóng phân tán trong giai đoạn ấu trùng của chúng khiến cho việc mở rộng của khu vực xâm lấn của chúng nhanh chóng. Chỉ trong vòng 30 phút, một con cá sư tử lớn có thể ăn đến 20 con cá nhỏ, và chỉ trong 5 tuần, loài này tiêu diệt đến 79% quần thể cá con.

### Cá hoàng đế
Trước đó, vào năm 2006, đã xuất hiện tình trạng một số loài cá ngoại lai trong đó có loài cá hoàng đế xuất hiện tại hồ Trị An ở Việt Nam. Đây là loài ngoại lai du nhập từ Nam Mỹ, do một số hộ dân nuôi cá trong lòng hồ thả xuống để nuôi làm cá cảnh. Loài cá hoàng đế xuất hiện với mật độ ngày càng nhiều trong khu vực lòng hồ. Đây là loài cá ngoại lai du nhập vào trong nước bằng hình thức nhập về để làm cá cảnh. Loài cá hoàng đế ăn tạp và sinh trưởng rất nhanh, chúng ăn bất cứ thứ gì ở những vùng nước có loài này sinh sống, do đó nguy cơ mất cân bằng hệ sinh thái nguồn nước rất cao.

### Cá hổ piranha
Cá hổ piranha, hay còn gọi là cá kim cương, cá răng đao (tên khoa học là Serralmus nattereri). Đây là loài cá có nguồn gốc từ lưu vực sông Amazon (Nam Mỹ), thuộc loài ăn thịt, hung dữ. Nếu loài này lọt ra sống trong môi trường tự nhiên chúng sẽ tiêu diệt hết các động vật thủy sinh, khi đó khó lường hết những thiệt hại về kinh tế thủy sản, đồng thời cũng gây nguy hiểm cho con người. Nhiều nước đã có quy định nghiêm ngặt đối với việc nhập loài cá này.

### Cá vàng
Canada xem cá vàng thông thường là loài xâm lấn. Và lo ngại những đàn cá có kích thước dị thường sẽ đe dọa nhiều sinh vật bản địa khác. Khi số lượng bầy cá tăng nhanh và kích thước của mỗi cá thể cũng lớn hơn, chúng có thể làm thay đổi trật tự tự nhiên ở khu vực. Thậm chí, cá vàng có khả năng sống sót qua mùa đông lạnh giá và di chuyển lên miền bắc Canada. Có ghi nhận ở Canada về hiện tượng tăng trưởng kích thước quá mức của loài này. Người ta đã phát hiện một số lượng lớn cá vàng có kích thước dị thường ở miền tây nước này. Chúng sinh sôi nảy nở rất nhanh và ngày càng lớn hơn so với cá nuôi trong bể. Chính quyền đã kêu gọi người dân không vứt cá vàng xuống bồn cầu và tháo nước, bởi bằng con đường này, cá đã thoát ra tự nhiên và tự do sinh trưởng.

## Động vật thủy sinh
- Cua xanh châu Âu hay Cua ven bờ châu Âu (Carcinus maenas) Loài cua xanh có nguồn gốc từ châu Âu và Bắc Phi. Cua xanh đã được du nhập vào Mỹ, Úc và Nam Phi, khi xâm nhập vào Mỹ, Australia và Nam Phi, là loài ăn thịt phàm ăn, làm suy giảm số lượng của các loài cua và các loài thân mềm. Cua xanh là một loài ăn thịt phàm ăn có thành phần thức ăn bao gồm các loài thân mềm hai mảnh vỏ đặc biệt là trai. Tại những nơi du nhập của xanh gây ra hiện tượng suy giảm số lượng của các loài cua khác và các loài thân mềm hai mảnh vỏ.
- Cua Trung Quốc hay còn gọi là Cua khe di cư (Eriocheir sinensis) làm tuyệt chủng các loài động vật không xương sống bản địa ở nhiều nơi, chúng làm biến đổi môi trường sống bằng các hoạt động đào hang và gây tổn thất 100000 đô la mỗi năm cho một số ngành công nghiệp (nghề cá và cá cảnh). Hiện nay chúng cũng xuất hiện nhiều ở Việt Nam do nhiều đối tượng cố ý phát tán và cạnh tranh với các loài cua đồng bản địa.
- Trai vằn (Dreissena polymorpha) có nguồn gốc từ Biển Caspy và Biển Đen, xâm nhập và thích nghi phát triển ở Anh, Tây Âu, Canada và Mỹ, gây đe dọa tới lưới thức ăn tự nhiên, các loài thân mềm. Hiện nay chúng đã xâm nhập và thích nghi phát triển ở Anh, Tây Âu, Canađa và Mỹ. Trai vằn cạnh tranh với động vật nổi về thức ăn và do đó ảnh hưởng tới lưới thức ăn tự nhiên. Chúng còn gây ảnh hưởng đến các chức năng sinh thái của các loài thân mềm bản địa và gây ra tổn thất lớn về kinh tế. Mỹ phải lên kế hoạch kéo dài đến 10 năm và tốn kém tới 5 tỉ USD để tiêu diệt chúng.[1]
- Trai Địa Trung Hải (Mytilus galloprovincialis) được du nhập vào Hawaii và nhiều nơi khác thuộc Mỹ. Trai địa trung hải xâm nhập vào Nam châu Phi và đang cạnh tranh thế chỗ các loài trai đen và nâu bản địa dẫn đến đe dọa sự sống còn của các loài trai đen và nâu bản địa. Đôi lúc Trai Địa Trung Hải còn được gọi là trai xanh và dễ bị nhầm lẫn với loài Mytillus edilus.
- Trai Trung Hoa (Potamocorbula amurensis) có nguồn gốc ở Nhật Bản, Trung Quốc và Triều Tiên, được du nhập vào Mỹ và gây tác hại nghiêm trọng đến môi trường nước ở đây do chúng đã cạnh tranh thế thế được vị trí của các quần xã sinh vật đáy bản địa cũng như tiêu diệt quần xã thực vật nổi.
- Sứa lược Leidyi (Mnemiopsis leidyi) là loài bản địa thuộc vùng tây Atlantic, tuy nhiên sự bùng nổ số lượng quần thể của chúng ở vùng Biển Đen đã dẫn đến sự thay đổi rất lớn đối với cấu trúc hệ sinh thái ở đây do chúng ăn thịt cá con. Ngoài ra chúng cũng ăn thịt cả các loài thân mềm sống nổi và ấu trùng các loài động vật giáp xác.
- Sao biển Bắc Thái Bình Dương (Asterias amurensis) là một loài động vật không xương sống ở biển có nguồn gốc từ Trung Quốc, Triều Tiên, Nga và Nhật Bản. Loài sao biển này đã và đang lan tràn sang vùng Bắc Mỹ và Úc gây ra tác động nghiêm trọng đến quần thể các loài động vật nhuyễn thể bản địa. Tại những nơi có mật độ loài sao biển này cao hầu hết các loài hai mảnh vỏ và các loài động vật không xương sống sống bám hoặc cố định đều bị loại trừ.
- Giáp xác Cercopagis pengoi (Cercopagis pengoi) là loài giáp xác nhỏ có nguồn gốc tử các vùng biển Caspian, Azov và Ả rập. Loài giáp xác này đã xâm nhập vào biển Baltic, Vịnh Riga, Phần Lan và Ngũ Đại hồ. Ở đây chúng đã sinh sôi rất mạnh và cạnh tranh về thức ăn với cá, vì là loài giáp xác ăn thịt nhiều động vật thủy sinh nó làm tăng hiện tượng phì dưỡng.

### Tôm hùm nước ngọt
Ở Bắc Âu, số lượng của tôm hùm nước ngọt được tự duy trì nhưng không mở rộng, trong khi ở miền nam châu Âu, P. clarkii đang sinh sản và tích cực xâm lấn các vùng lãnh thổ mới, lấn sang các loài tôm bản địa như Astacus astacus và Austropotamobius spp. Các cá thể được báo cáo là có thể vượt qua nhiều dặm đất tương đối khô, đặc biệt là trong mùa mưa, mặc dù thị trường cá cảnh và câu cá có thể thúc đẩy nhanh sự lây lan của nó. Người câu cá hay sử dụng P. clarkii làm mồi. Tôm đồng Louisiana, còn được gọi là tôm đầm lầy đỏ, đang tiêu diệt cá nước ngọt, trứng cá, động vật thân mềm, động vật giáp xác và cây thủy sinh tại châu Phi. Với chiều dài trung bình khoảng 15 cm và có khả năng di chuyển theo tư thế "đứng thẳng", chúng đang hoành hành trong các ao, hồ và sông tại Kenya, Nam Phi, Rwanda, Uganda, Zambia, Ai Cập và nhiều nước khác. ằng cách tiêu diệt các loài động vật và thực vật trong các sông, hồ và đầm lầy, tôm đầm lầy đỏ có thể phá vỡ sự cân bằng của hệ sinh thái và làm giảm những chức năng sinh thái quý giá.
Kenya và Nam Phi là hai nước đầu tiên ở châu Phi nhập khẩu tôm đầm lầy đỏ vào thập niên 70. Chúng được nuôi trong các bể cá, công viên hải dương trước người ta thả chúng vào hồ Naivasha tại Kenya để nuôi. Chúng được bán sang khu vực Scandinavia, nơi chúng được coi là đặc sản. Trước đó Kenya cũng có tôm đồng, song chúng đã chết hết bởi một căn bệnh. Người ta tiếp tục thả tôm đầm lầy đỏ vào các vùng nước ngọt xung quanh các thành phố Nairobi, Kiambu, Limuru của Kenya để tiêu diệt ốc sên mang ký sinh trùng.
Đây là loài tôm ăn tạp, loại tôm này sống trong đầm lầy nước ngọt và nước lợ, là loài có sức mạnh nên có thể ăn tất cả động vật và cây cỏ. Chúng ăn được mùn bã hữu cơ từ tự nhiên, sống được trong môi trường nước lợ. Chúng có thể ăn các loại côn trùng, nhiều loại cây cỏ, nên sinh sôi nảy nở rất nhanh. Nếu không đủ thức ăn, loài này sẽ ăn sang hoa màu, thậm chí chúng còn ăn được cả gỗ, làm biến dạng môi trường sống. Chính vì khả năng thích ứng với nhiều loại môi trường, nên loài tôm này đã di cư từ ao hồ, ruộng vườn ra sông suối.
Loài tôm hùm này có hai càng to, rất hung hăng, chỉ cần đưa tay gần là chúng lao tới chớp càng tấn công như cua biển, chúng rất hung dữ, khi bị bắt thì bò dọc, rồi bò ngang như cua, và giương hai cái càng to và cứng lên trời, khi bị kẹp trúng dù chém đứt càng, nhưng cái càng vẫn không mở ra. Chính vì tôm rất hung hăng nên khi thoát ra ngoài môi trường tự nhiên, chúng có thể tấn công các loài tôm bản địa. Tôm hùm nước ngọt không chỉ sống tốt trong nước ngọt mà còn sống tốt trong các đầm lầy. Nếu nuôi đại trà loài thủy sản này sẽ là mối họa cho các công trình thủy lợi, công trình công cộng và có khả năng chúng sẽ tiêu diệt loài tôm bản địa từ việc tranh giành thức ăn để đấu tranh sinh tồn. Mặt khác, đây là loài ngoại lai thì khả năng mang mầm bệnh.
Những hoạt động đào hang của P. clarkii có thể dẫn đến thiệt hại cho nguồn nước và các loại cây trồng, đặc biệt là gạo, có thể phá vỡ hệ sinh thái bản địa. Nó có thể ra cạnh tranh với các loài tôm càng bản địa, và là một véc tơ truyền bệnh cho tôm càng bệnh dịch hạch nấm Aphanomyces astaci, virus tôm càng Vibriosis, và một số giun ký sinh trên vật có xương sống. Nhưng do tôm đào hang trong đập, bờ sông và bờ hồ nên cơ sở hạ tầng và diện mạo của một số khu vực đã thay đổi đáng kể theo hướng tiêu cực. Chẳng hạn, hoạt động đào hang của tôm khiến nước trong các kênh rò rỉ, đập sụp xuống và bờ sông, hồ xói mòn. Không có kẻ thù tự nhiên, lại có khả năng thích nghi với môi trường nên tôm đầm lầy đỏ thực sự là một loài xâm lấn thành công. Chúng có thể di chuyển ở tư thế đứng vừa bơi ngược dòng. Bơi xuôi dòng trong sông và suối là việc dễ dàng đối với chúng.

## Chim

### Sáo đá xanh
Sáo Đá xanh (Sturnus vulgaris) có nguồn gốc ở vùng Á-Âu và Bắc Phi, từng xuất hiện trong các tác phẩm của Shakespeare, hiện nay đã xuất hiện ở nhiều nước trên thế giới. Sáo Đá xanh là một loài rất phàm ăn và ăn gần như tất cả mọi thứ làm giảm số lượng côn trùng bản địa và phá hủy mùa màng. Đây là một loài chim hung hăng và đã loại trừ nhiều loài chim bản địa do cạnh tranh nơi làm tổ.
Sáo đá được mang từ châu Âu vào Mỹ như một phần của tham vọng đưa tất cả các loài chim đến Mỹ nhưng chúng đã sớm biến thành mối đe dọa cho nền nông nghiệp nước này. Từ một số ít cá thể được nuôi ở New York trong những năm 1800, đến nay, dân số của loài chim này đã bùng nổ và gieo rắc bệnh tật cho các loài động vật khác, gây tổn thất khoảng 800 triệu USD cho nền nông nghiệp mỗi năm. Ở Việt Nam, Sáo Đá xanh bắt gặp ở Hải Dương và Hưng Yên vào mùa đông năm 1975-1976 sau đó chúng đã trừ khử nhiều loài chim bản địa, chiếm cứ nơi làm tổ và gây nguy cơ biến đổi đa dạng sinh học.

### Sáo nâu
Sáo nâu (Acridotheres tristis) là loài chim bản địa của Ấn Độ, nhưng đã và đang được du nhập đến mọi nơi trên thế giới, chủ yếu là để tiêu diệt sâu hại nông nghiệp. Tuy nhiên, loài chim này cũng làm suy giảm tính đa dạng sinh học do việc cạnh tranh về nơi làm tổ, tiêu diệt các loài chim nhỏ và trứng của chúng và đánh đuổi các loài động vật nhỏ. Tại Việt Nam, sáo nâu phân bố ở khắp mọi vùng của đất nước.

### Chào mào đít đỏ
Chào mào đít đỏ (Pycnonotus cafer), có nguồn gốc ở một số vùng thuộc châu Á) được du nhập vào một số đảo ở Thái Bình Dương. Tại đây chúng gây ra nhiều vấn đề nghiêm trọng như ăn quả và cây trồng cũng như mật hoa, hạt và chồi cây. Chào mào đít đỏ là một loài hung hãn, cạnh tranh nơi ở và đánh đuổi các loài chim khác.

### Khác
- Vẹt cổ khoang Ấn Độ ở Anh, số lượng lớn loài vẹt cổ khoang Ấn Độ là mối đe dọa nghiêm trọng với các loài chim bản địa, cũng như là mối phiền toái gây thiệt hại lớn cho cây trồng, thực vật bản địa. Có khoảng 30.000 con vẹt cổ khoang ở Anh tính đến thời điểm hiện tại.
- Ngỗng tuyết có ngoại hình đẹp, trắng muốt vô cùng đáng yêu. Dân số loài này tại Bắc cực đã phát triển tăng gấp ba lần thời điểm những năm 1970. Cùng với sự tăng trưởng dân số, các tác động đến môi trường của loài này cũng dấy lên cảnh báo là sẽ gây ảnh hưởng đến chuỗi thức ăn của nhiều loài động vật hoang dã, như động vật gặm nhấm, các loài chim, cáo.
- Ngỗng Canada sống trong các ao nuôi công viên và hồ của thành phố không còn được yêu quý. Loài vật này được cho là nguyên nhân gây ô nhiễm nước và cỏ nghiêm trọng. Một con ngỗng có thể thải ra hơn 0,5 kg chất thải mỗi ngày, là tác nhân gây bệnh lây lan cho nhiều sinh vật.
- Những con Cú lông sọc ở Bắc Mỹ thực chất là những kẻ xâm lược ngoại lai, nó có nguồn gốc ở Đông Nam Mỹ, mắt đen, lông xám. Loài này sống trong môi trường các đầm lầy, săn ếch, chuột và động vật nhỏ khác, gây áp lực đối với các loài bản địa đặc biệt là loài cú lông đốm.

## Thú

### Chuột
Chuột là loài có khả năng sinh sôi, tồi tại và thích nghi vào loại tốt nhất trên thế giới, chúng có thể sống sót và phát triển trong rất nhiều môi trường khác nhau, chúng rất nhanh nhẹn, tinh khôn, mắn đẻ, phàm ăn. Ngoài ra loài chuột có một khả năng đáng sợ là chúng có thể di chuyển từ nơi này sang nơi khác thông qua phương tiện giao thông của con người và hễ chúng đặt chân đến đâu là hệ sinh thái nơi đó bị biến đổi theo chiều hướng xấu.
Ngoài ra còn có những con chuột đột biến và có kích thước lớn, tương đương với một con mèo, loài thiên địch của chúng. Chuột khổng lồ tại đảo Gough (Anh), nam Đại Tây Dương, loại chuột siêu lớn, lớn gấp ba lần kích cỡ chuột bình thường. Đổ bộ vào đảo Gough khoảng 150 năm trước qua những tàu săn cá voi, chúng nhanh chóng tiến hóa thành loài chuột khổng lồ lớn nhất thế giới hiện nay và chuyển từ loài gặm nhấm thành động vật ăn thịt hung dữ, tấn công các loài chim biển có dân số lên đến 700.000 con đang tấn công và đe dọa làm tuyệt chủng các loài chim quý hiếm nhất thế giới.
Một ví dụ điển hình là Khi chúng lần đầu tiên xuất hiện trên đảo Macquarie, mọi cố gắng để đẩy lùi sự tràn lan của chúng đều không mang lại kết quả mà thậm chí còn làm tình hình tồi tệ thêm, chẳng hạn như biện pháp nhập những con mèo về để diệt chuột. Những con mèo này, cùng với loài thỏ được đưa về đây để làm thực phẩm, đã làm tuyệt chủng 2 giống chim và làm cạn kiệt hệ thực vật bản địa nơi đây. Người ta đã ước tính tổng chi phí để khắc phục tình trạng suy thoái của hệ sinh thái nơi đây lên tới 16 triệu USD.

### Mèo
Mèo nhà và mèo hoang (Felis catus) ở nhiều dạng và nhiều kích thước khác nhau xuất hiện ở khắp nơi trên thế giới trừ Úc và các đảo vùng thái bình dương. Mèo nhà được thuần hoá ở vùng đông Địa Trung Hải 3000 năm trước đây và từ đó đi theo con người đến hầu hết mọi nơi trên thế giới và trở thành mèo hoang khi bị bỏ rơi. Mèo hoang gây tổn thất lớn đối với nhiều loài chim bản địa, chẳng hạn như ở Tân Tây Lan.

### Cầy nhỏ
Cầy nhỏ Ấn Độ hay cầy mangut Ấn Độ (Herpestes javanicus) được du nhập đến các hòn đảo trồng mía vùng nhiệt đới. Do có khả năng cạnh tranh lớn, Cầy nhỏ Ấn Độ đã làm nhiều loài động vật có xương sống bản địa bị tuyệt chủng, làm hại các loài vật nuôi và có nguy cơ là vật truyền bệnh. Với mục đích ngăn chặn các loài chuột ăn trứng chim biển Jamaica, cư dân của các đảo Puerto Rico, Fiji và Hawaii đã nhập cầy mangut từ Ấn Độ về nhưng cầy lại ăn con non của loài chim biển này khiến chúng rơi vào tình trạng bị đe dọa nghiêm trọng. Không chỉ thế, cầy mangut còn mang đến mầm mống bệnh dại và bệnh do leptospira (có thể dẫn đến tổn thương thận, viêm màng não, suy gan, suy hô hấp, và thậm chí tử vong).

### Hải ly Nam Mỹ
Hải ly Nam Mỹ (Myocastor coypus) là một loài gặm nhấm lớn, sống nửa trên cạn nửa dưới nước có nguồn gốc từ Nam Mỹ. Tuy nhiên sau khi được xổng ra từ các trang trại nuôi lấy lông, chúng đã hình thành nên những quần thể hoang lớn ở Bắc Mỹ, châu Âu và châu Á. Chúng đào hang và phá hủy bờ sông, đê điều và hệ thống thủy lợi. Là loài gặm nhấm lớn, sinh sản rất nhanh, có thể đào hang và phá hủy bờ sông, đê điều và hệ thống thủy lợi. Việt Nam đã ra quyết định tiêu hủy toàn bộ số chuột hải ly nuôi thử nghiệm trong cả nước.

### Chồn New Zealand
Chồn New Zealand hay thú có túi đuôi rậm (Trichosurus vulpecula) có ngoại hình khá dễ thương, nhưng nó là mối đe dọa lớn đối với môi trường quốc gia này. Loài thú có túi được chứng minh là một thảm họa đối với môi trường tự nhiên, giết chết hàng triệu loài chim rừng và phá hủy vô số tổ chim mỗi năm. Ngoài ra, loài vật này còn là nhân tố truyền bệnh lao bò, căn bệnh giết chết nhiều vật nuôi ở New Zealand. Chúng sống đơn độc, ăn đêm, sống trên cây, chúng được du nhập từ Úc và phá hoại các khu rừng bản địa ở Tân Tây Lan bằng cách ăn một số các loại lá và quả. Chúng còn ăn cả tổ chim và là vectơ truyền bệnh lao ở bò.

### Gấu mèo
Gấu mèo (Procyon lotor) làm ảnh hưởng rất nhiều đến đời sống người dân Đức. Gấu mèo từ Bắc Mỹ được du nhập vào Đức năm 1934 với mục đích nuôi lấy lông. Trong thời kỳ chiến tranh thế giới thứ hai, loài động vật này đã thoát ra môi trường tự nhiên và phát triển nhất nhanh. Gấu mèo Bắc Mỹ có thể sống được ở mọi nơi như trong rừng, nông trại, ngoại ô, nội ô. Là loài động vật ăn tạp nên từ ếch nhái, cá, chuột, chim, hay các loại quả, hạt cây thậm chí là một số loài rắn đều là nguồn thức ăn của chúng. Gấu mèo sống cả ở các thành phố, thị trấn. Chúng ăn đồ ăn trong thùng rác, ngủ trong ống khói, cống rãnh hay chiếm garage ô tô, gác mái nhà.

### Nai

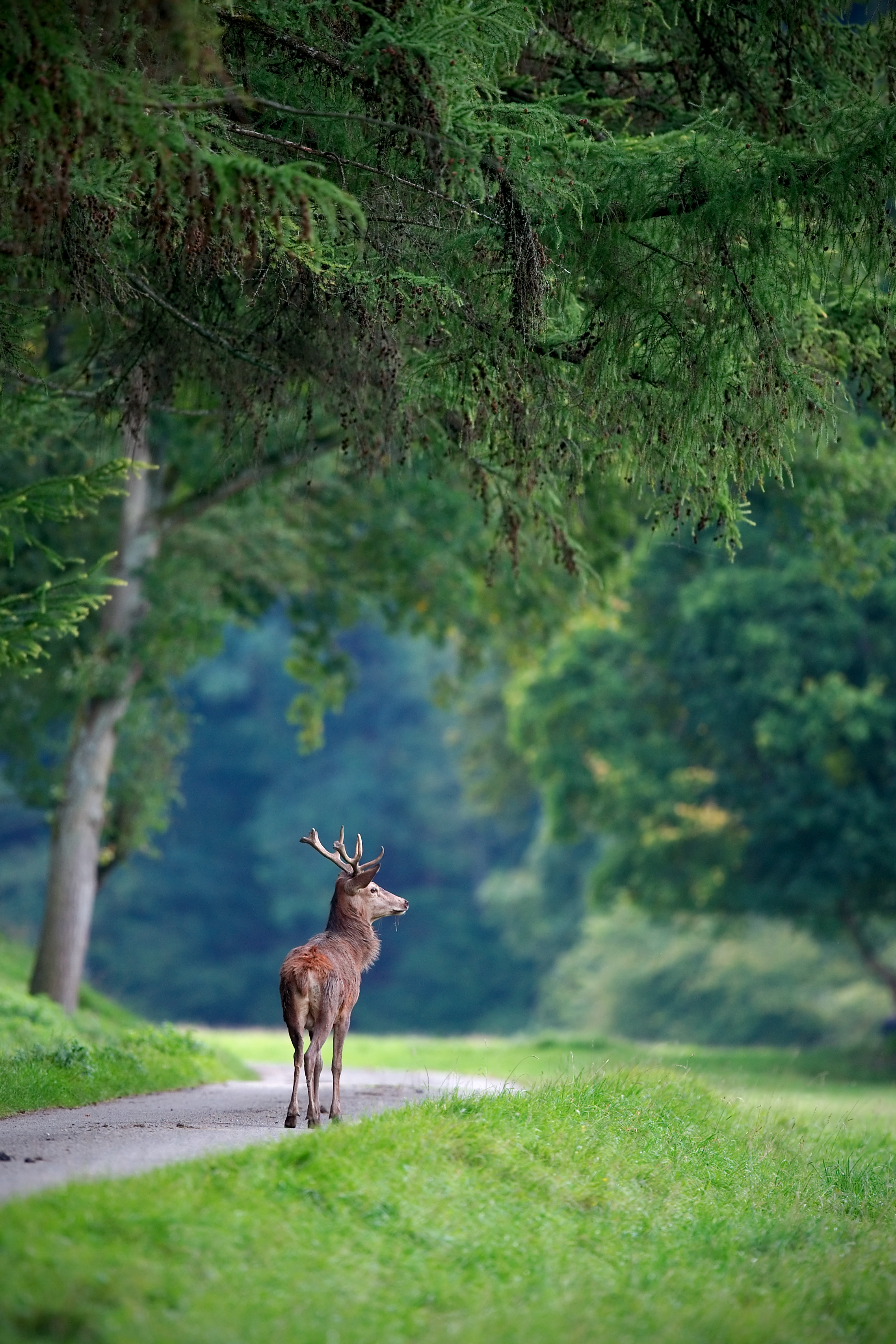
Hươu đỏ

Nai anxet, nai đỏ, nai sừng tấm (Cervus elaphus) là loài nai có kích thước lớn nhất, chiều cao tính từ vai có thể lên đến 1,2m. Nai sừng tấm là một loài động vật nhai lại với thức ăn gồm rất nhiều loài thực vật khác nhau kể cả thân của các cây non. Tại những vùng có mật độ loài nai này cao, chúng gây ra tác động nghiêm trọng đến thảm thực vật và cản trở việc tái sinh tự nhiên của thảm rừng bản địa.

### Dê
Dê capra (Capra hircus) là các loài ăn thực vật và có thành phần thức ăn rất đa dạng. Dê ăn cả các loài cây mà cừu và các gia súc khác không ăn được do đó tác động mạnh đến thảm thực vật bản địa và các loài động vật bản địa sống nương tựa vào thảm thực vật đó. Dê capra cũng dễ dàng biến thành dê hoang và truyền bệnh cho các loài động vật bản địa. Những năm cuối thập niên 1950, một số ngư dân đã thả vài con dê vào hệ sinh thái mỏng manh của quần đảo Galapagos. Do không có kẻ thù ở nơi đây nên đàn dê phát triển chóng mặt tới mức số dê gấp 5 lần số người. Không chỉ tàn phá hệ thực vật nơi đây, số lượng xác chết dê quá nhiều còn ảnh hưởng nghiêm trọng tới vệ sinh môi trường của quần đảo.

### Khỉ Móc cua
Khỉ đuôi dài hay còn gọi là Khỉ Macaca hay Khỉ Móc cua (Macaca fascicularis) là loài bản địa thuộc vùng Nam Á. Chúng được du nhập vào Mauritius vào đầu những năm 1600 và với sự vắng mặt của các loài thú cạnh tranh và ăn thịt, chúng phát triển mạnh trên đảo này. Loài khỉ Macaca này gây ra những tổn thất đáng kể cho nông nghiệp và được coi là nguyên nhân góp phần làm tuyệt chủng nhiều loài chim rừng. Trong một dự án xây đảo nhỏ dành riêng cho khỉ nâu tại Vườn quốc gia Florida, chủ dự án đã nhập về sáu con khỉ nâu mặt đỏ nhưng lại để chúng trốn thoát. Suốt nhiều năm trước khi bị bắt, chúng lang thang khắp nơi gây họa cho con người bởi bản tính hung hăng, sẵn sàng tấn công người. Khỉ nâu lại là vật trung gian, mang virus herpes B gây bệnh phình não.

### Các loài khác
- Lợn hoang (Sus scrofa) là lợn nuôi bị xổng hoặc thả ra. Được du nhập vào nhiều nơi trên thế giới, chúng phá hoại mùa màng, tài sản và truyền nhiều loại bệnh. Lợn hoang xới tung thảm thực vật bản địa, làm lan truyền hạt, phá hủy các quá trình sinh thái như diễn thế sinh thái và thành phần loài. Lợn hoang là một vấn nạn tại Hoa Kỳ.
- Thỏ đặc biệt là loài Thỏ châu Âu (Oryctolagus cuniculus) được du nhập vào hầu hết các lục địa trừ Nam Cực và châu Á. Chúng thường được du nhập bởi Hội Thuần hoá Động vật vào hầu hết các quốc gia. Chúng đã phát triển rất nhanh vệ số lượng, ăn hại phá hủy thảm thực vật, đào hang, làm tăng xói mòn đất. Chúng là một nỗi ám ảnh ở Úc.
- Cáo đỏ (Vulpes vulpes) được nhập vào nhiều nước cho mục đích săn bắn giải trí nhưng đã nhanh chóng trở thành một loại địch hại do chúng có khả năng thích nghi với nhiều loại sinh cảnh, chúng là loài tinh ranh, ma mãnh, thích nghi tốt. Cáo đỏ là loài ăn thịt và chúng ăn thỏ, chuột, cừu và dê non, chúng cũng ăn cả các loài động vật bản địa nhỏ.
- Chồn ecmin (Mustela erminea) ngày nay được phân bố trên toàn thế giới do xổng ra từ các trang trại nuôi chúng. Chúng ăn chim, ăn trứng chim, và các loài thú nhỏ bản địa. Chúng đã bị săn bắt từ nhiều thập kỷ nay những số lượng vẫn rất nhiều.
- Sóc xám miền Đông hay còn gọi là Sóc nâu (Sciurus carolinensis) được nhập từ Nam Mỹ vào Anh, Ý, và Nam Phi làm vật cảnh. Ở Anh và Ý chúng gây ra sự tuyệt chủng tại chỗ của loài sóc đỏ bản địa. Dự báo chúng sẽ lan rộng từ vùng núi Anpes đến một vùng Á Âu. Những con sóc xám miền Đông, có nguồn gốc ở phía đông của Bắc Mỹ, trở thành thảm họa khi chuyên đi phá hủy tổ chim, hủy hoại thảm thực vật và gây ra một loạt các vấn đề môi trường.

## Kiến
- Kiến vàng hay còn gọi là kiến điên (Anoplolepis gracilipes) được gọi là kiến điên đẻ chỉ thị cho sự hoạt động một cách hung dữ của chúng, loài kiến này đã và đang xâm lấn các hệ sinh thái bản địa và gây tổn thất về môi trường ở các khu vực như Hawaii, Đảo Christmas, Seychelles và Zanzibar, ở đảo Giáng Sinh thì ăn tất cả cả động vật sống trên đường đi của mình. Chúng cũng phá các khu rừng nhiệt đới bằng cách làm tổ quy mô lớn trên cây.
- Kiến lửa nhỏ (Wasmannia auropunctata) làm giảm tính đa dạng loài, giảm số lượng côn trùng có cánh, mọt gỗ và các quần thể nhện. Chúng bị coi là thủ phạm làm suy giảm tính đa dạng loài, làm giảm số lượng côn trùng có cánh, mọt gỗ và tiêu diệt các quần thể nhện. ở Galapagos, chúng còn ăn thịt cả rùa con mới nở và đốt mắt và huyệt của rùa trưởng thành.
- Kiến lửa đỏ (Solenopsis invicta) là một loài côn trùng ăn thịt hung dữ, sinh sản nhanh, có số lượng lớn và luôn chiếm ưu thế về hầu hết các nguồn thức ăn. Do có nọc, chúng có thể đánh bại con mồi và đuổi những kẻ cạnh tranh là động vật có xương sống lớn hơn ra khỏi nguồn tài nguyên của nó. Thức ăn của chúng gồm động vật không xương sống, động vật có xương sống và thực vật.
- Kiến Argentina (Linepithema humile) được xem như Thành Cát Tư Hãn của thế giới loài kiến. Loài kiến Argentina này có thành phần thức ăn đa dạng và sinh ra rất nhiều kiến thợ cần cù và hung hãn. Khi đã thích nghi và phát triển trong một nơi sống cực thuận, chúng thường loại trừ tất cả các loài kiến khác, cả kiến bản địa lẫn du nhập.
- Kiến đầu to (Pheidole megacephala) có nguồn gốc từ châu Phi, là một loài sống lang thang, lan tràn trên toàn cầu qua con đường thương mại của con người. Đây là một loài kiến ăn thịt hung dữ đã tiêu diệt nhiều loài sinh vật bản địa bản địa như kiến, bọ cánh cứng, bướm đêm và nhện.